# Finnische Architektur
Die finnische Architektur war lange durch die nördliche Lage und spärliche Besiedlung Finnlands bestimmt. Erst gegen Ende des 19. Jahrhunderts begannen sich in der Architektur selbstständige Tendenzen zu entwickeln.
Die ältesten erhaltenen Bauwerke Finnlands sind mittelalterliche Steinkirchen und -burgen. Für das 17. und 18. Jahrhundert sind nach der volkstümlichen Bautradition errichtete Holzkirchen prägend. Von der traditionellen Holzarchitektur der finnischen Städte sind nur wenige Beispiele wie die Altstadt von Rauma erhalten. Im frühen 19. Jahrhundert entwarf der deutsche Architekt Carl Ludwig Engel in ganz Finnland, aber vor allem in der neuen Hauptstadt Helsinki, repräsentative klassizistische Bauten. Unter dem Einfluss des Jugendstils kam gegen Ende des 19. Jahrhunderts der nationalromantische Baustil auf, dessen bedeutendster Vertreter Eliel Saarinen ist. Den Funktionalismus des 20. Jahrhunderts repräsentieren die Bauten Alvar Aaltos, des international bekanntesten finnischen Architekten. Seit der Nachkriegszeit ist der Modernismus vorherrschend.

## Volkstümliche Bautradition
Die traditionellen ländlichen Wohnformen haben sich in Finnland im Laufe der Jahrhunderte nur wenig verändert. Die Blockbauweise erreichte das Land im 9. Jahrhundert aus Russland kommend. Auf dem Land blieb sie bis ins 20. Jahrhundert die beinahe einzige Bautechnik. Es waren auch finnische Emigranten, die Blockhäuser in Nordamerika einführten. Seit etwa 300 Jahren werden Holzhäuser wie in Schweden traditionell im dunklen Falunrot gestrichen. Im Osten und Norden Finnlands herrscht teils naturgrauer patinierter Baubestand vor.
In verschiedenen Teilen des Landes entwickelten sich unterschiedliche Bauweisen: In Westfinnland gruppieren sich Wohn- und Wirtschaftsgebäude eines Bauernhofs traditionell in geschlossener Weise um einen rechteckigen Hof, in Ostfinnland dagegen sind die Gebäude eher in der Landschaft verstreut. In Karelien entwickelte sich unter russischem Einfluss ein eigenständiger Bautyp, in dem Wohnraum und Stallungen in einem großen rechteckigen Blockbau untergebracht sind. Die karelische Architektur unterscheidet sich auch durch die starke Ausschmückung mit ornamentalen Schnitzereien und Bemalungen von der finnischen.

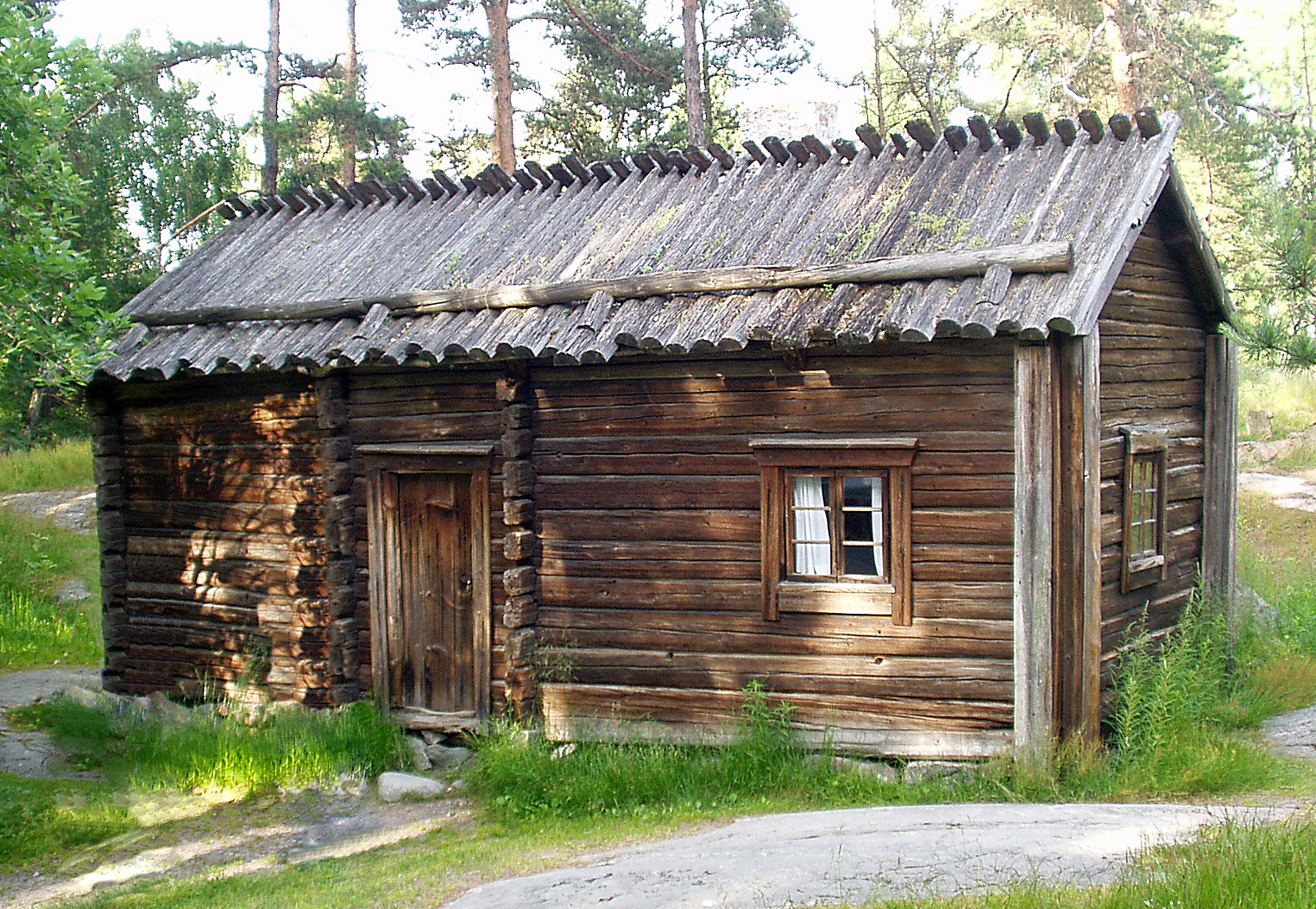
Historische Hirtenhütte aus Malax, heute im Freilichtmuseum Seurasaari ausgestellt
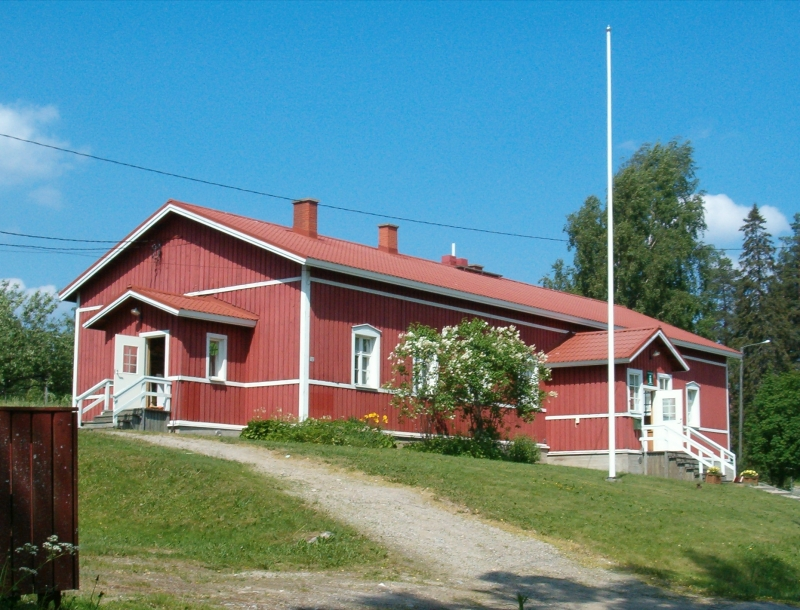
Rotgestrichenes Bauernhaus in Heinävesi
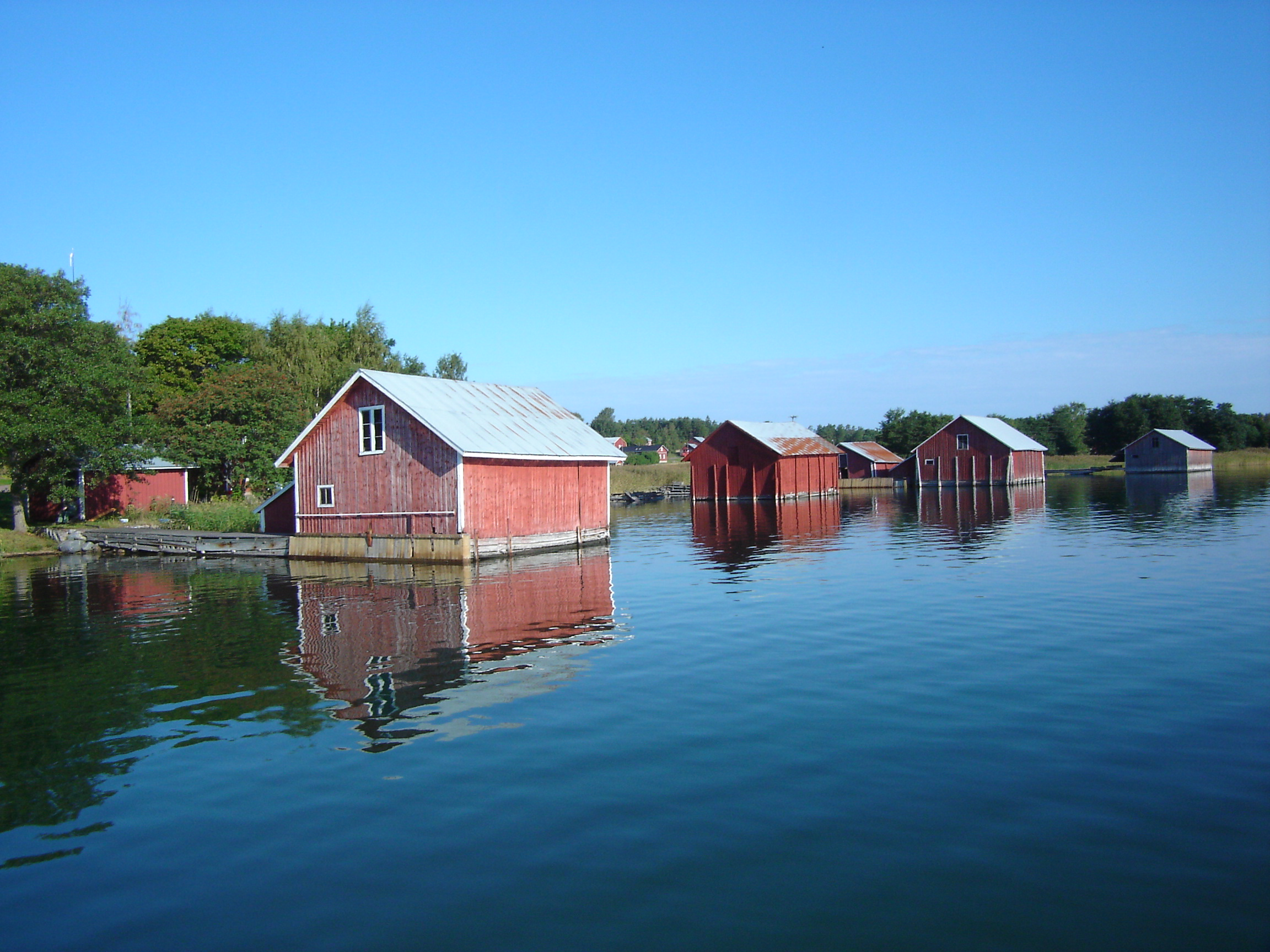
Rotgestrichene Bootshäuser im Dorf Hyppeis bei Houtskär
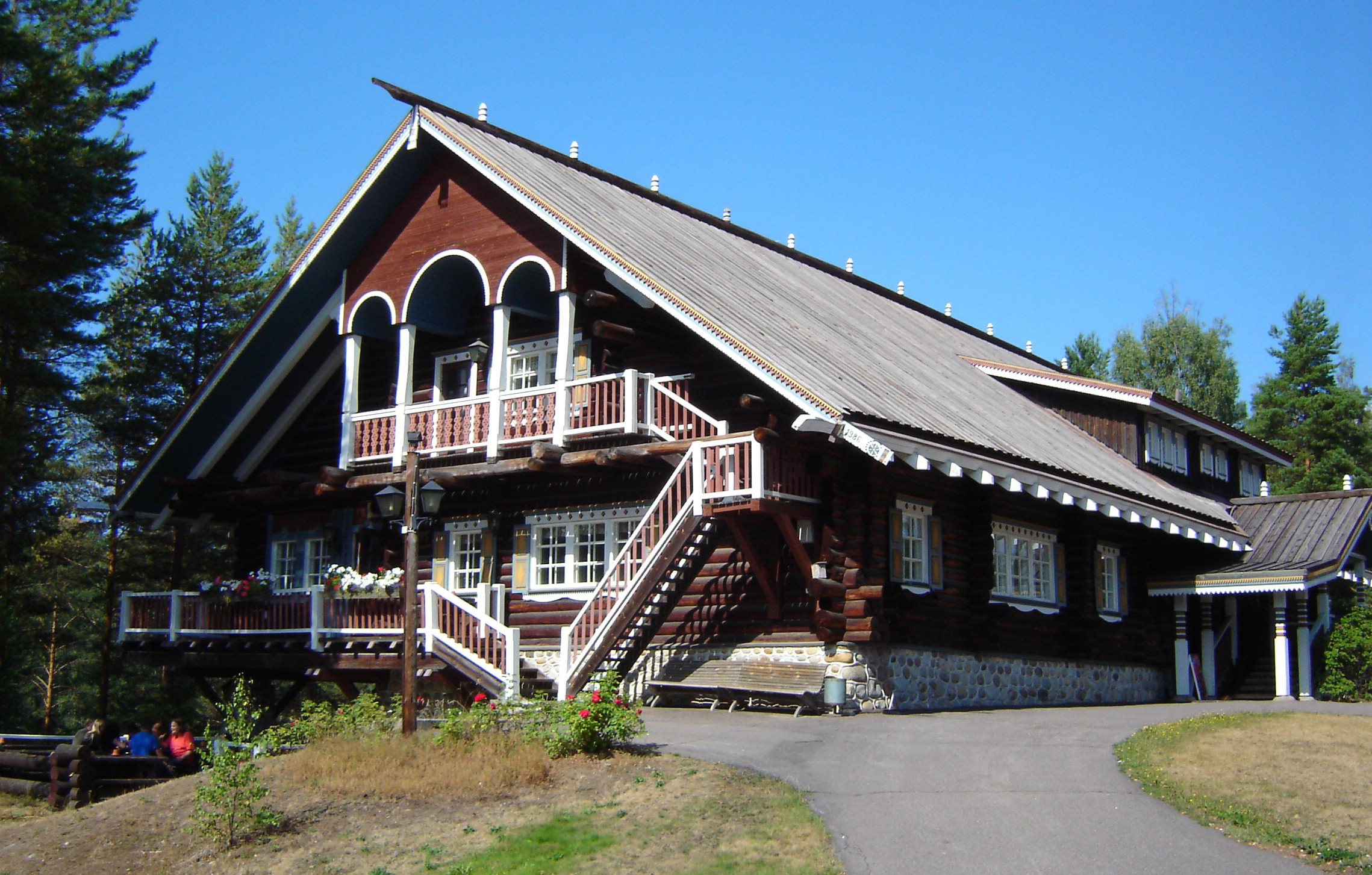
Im karelischen Stil nachgebautes Haus bei Parikkala

## Mittelalter (13. bis 16. Jahrhundert)

### Burgen
Nachdem das heutige Finnland im Laufe des 12. und 13. Jahrhunderts zu einem festen Teil des schwedischen Reiches wurde, begannen die Schweden in dem neugewonnenen Gebiet Burgbauten zu errichten, um ihre Herrschaft zu festigen. Die älteste Burg Finnlands ist die wohl auf das Jahr 1280 zurückgehende Burg Turku. Sie wurde mehrmals umgebaut und erhielt im 16. Jahrhundert ihre heutige Form. Die Burg Häme in Hämeenlinna entstand Ende des 13. Jahrhunderts im Zusammenhang mit einem Feldzug des schwedischen Heeres unter Birger Jarl. Bei einem Umbau Mitte des 14. Jahrhunderts nutzte man Backstein. Dieses Baumaterial war für das mittelalterliche Finnland selten, da es aus Mangel an geeigneten Rohstoffen teuer war. Die Burg Raseborg (Raasepori) in Snappertuna bei Ekenäs wurde in den 1370er Jahren erbaut und verfiel, nachdem man sie Mitte des 16. Jahrhunderts aufgab. Auf Åland entstand gegen Ende des 14. Jahrhunderts die Burg Kastelholm. Die jüngste der mittelalterlichen Burgen Finnlands ist die Olafsburg (Olavinlinna) im ostfinnischen Savonlinna. Sie wurde 1475 gegründet, um die Ostgrenze gegen Nowgorod zu sichern. Ebenfalls in die Reihe dieser mittelalterlichen Reichsburgen einzureihen ist die 1293 errichtete Burg von Viipuri (heute Wyborg, Russland).
Nur noch in Ruinen erhalten ist die Bischofsburg Kuusisto bei Kaarina. Sie war seit 1317 die Residenz der katholischen Bischöfe von Turku und wurde nach der Reformation abgerissen. Auch von der 1604–1619 erbauten Burg im nordfinnischen Kajaani sind nur noch wenige Ruinen übrig.

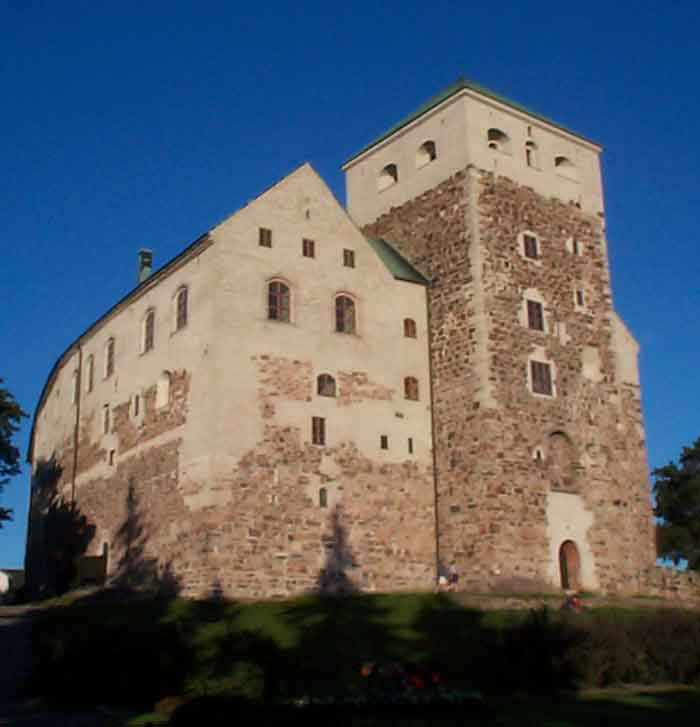
Burg Turku
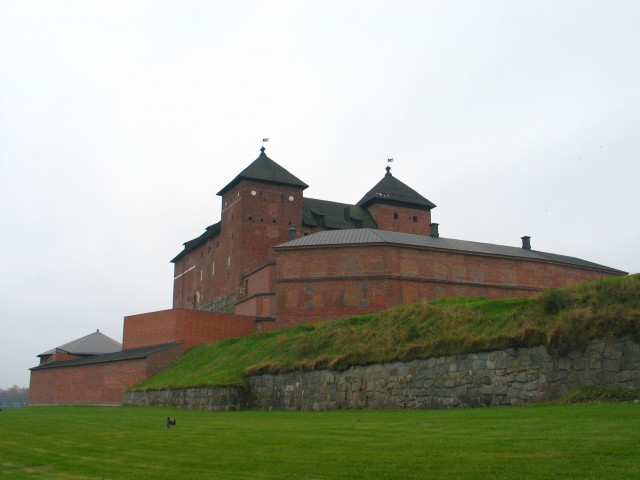
Burg Häme in Hämeenlinna
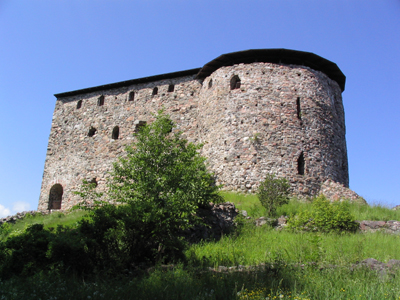
Burg Raseborg bei Ekenäs
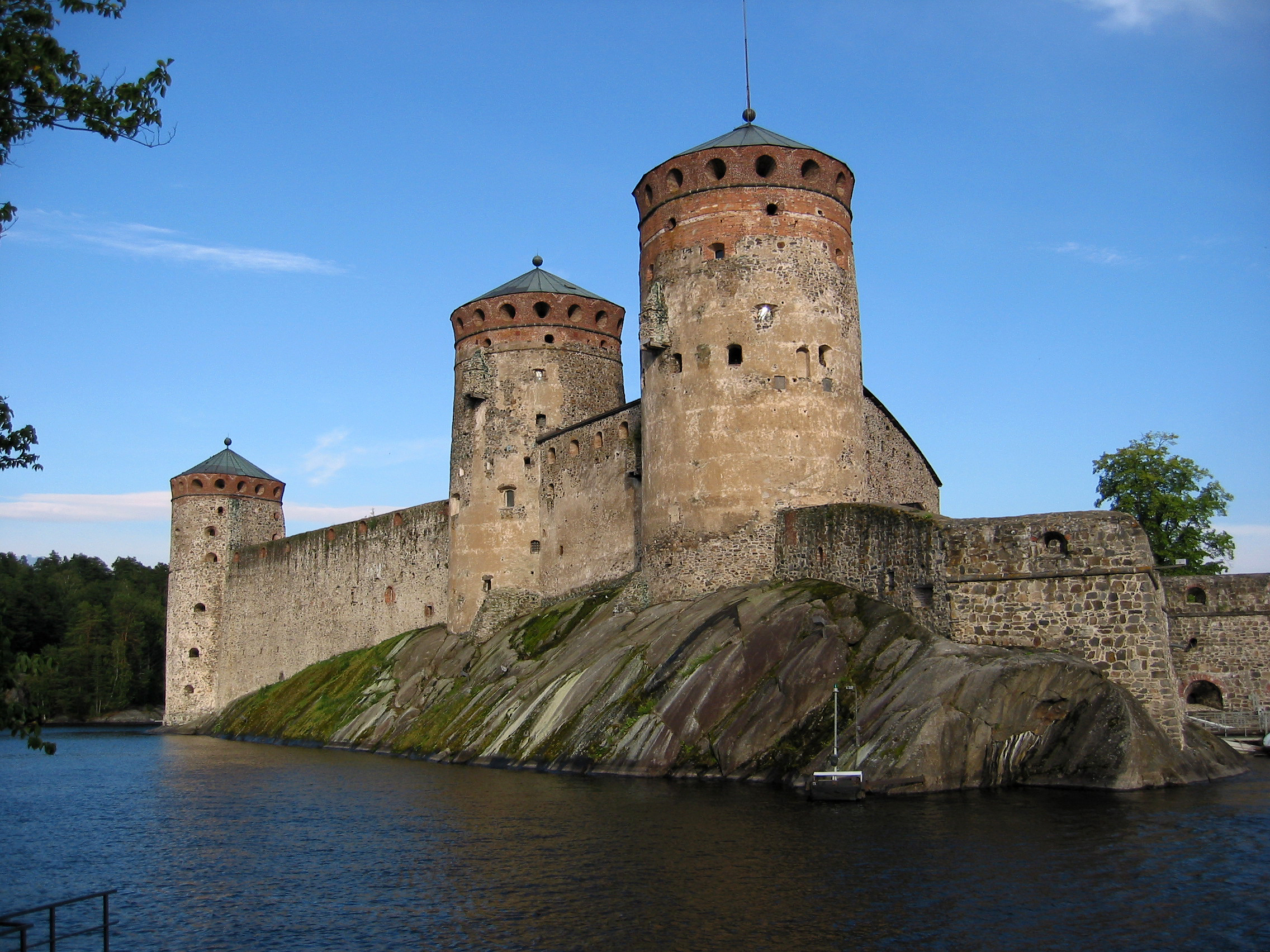
Olavsburg in Savonlinna

### Kirchen
Hauptartikel: Mittelalterliche Steinkirchen in Finnland
Nachdem bereits zwischen 1200 und 1400 die ersten, noch einschiffigen, Steinkirchen auf Åland entstanden waren, sah das späte Mittelalter zwischen dem 14. Jahrhundert und der Reformation Mitte des 16. Jahrhunderts eine Blütezeit finnischer Kirchenbaukunst. Heute sind 73 Kirchenbauten jener Ära erhalten. Ein Großteil von wurde im Süden des Landes (Varsinais-Suomi, Uusimaa, Satakunta und Häme) gebaut. Nur sieben mittelalterliche Kirchen befinden sich in der historischen Landschaft Österbotten, deren nördlichste in Keminmaa. Das bedeutendste mittelalterliche Gotteshaus Finnlands ist der Dom zu Turku (Baubeginn 1286). Als einzige mittelalterliche finnische Kirche kommt der mehrmals umgebaute dreischiffige Bau an die Proportionen mittel- und südeuropäischer Kathedralen heran. Andere nennenswerte Kirchen sind die ehemalige Klosterkirche von Naantali, der Dom von Porvoo, die Heiligkreuzkirche von Hattula sowie die Kirchen von Hollola und Lohja.
Mit einer Ausnahme sind die Kirchenbauten des Mittelalters allesamt aus Feldstein gebaut, einzig die Kirche von Hattula wurde in Backstein errichtet. In stilistischer Hinsicht stellen die Bauten eine periphere Form der Gotik dar. Erkennbar wird dies an den hohen Steildächern und der sparsamen Backsteindekoration. Letzteres zeigt den Einfluss der Backsteingotik Norddeutschlands, woher viele der Baumeister der Kirchen kamen. Das rechteckige Langhaus der Steinkirchen wird in der Regel durch Kreuz- oder Sterngewölbe in drei Schiffe geteilt, an die Seiten sind Sakristei und Waffenhaus angebaut. Anstelle eines Kirchturms verfügen die meisten Kirchen über einen freistehenden Glockenstapel. Das Innere der Kirchen war oft durch reiche Malereien verziert, von denen aber viele nicht erhalten geblieben sind.

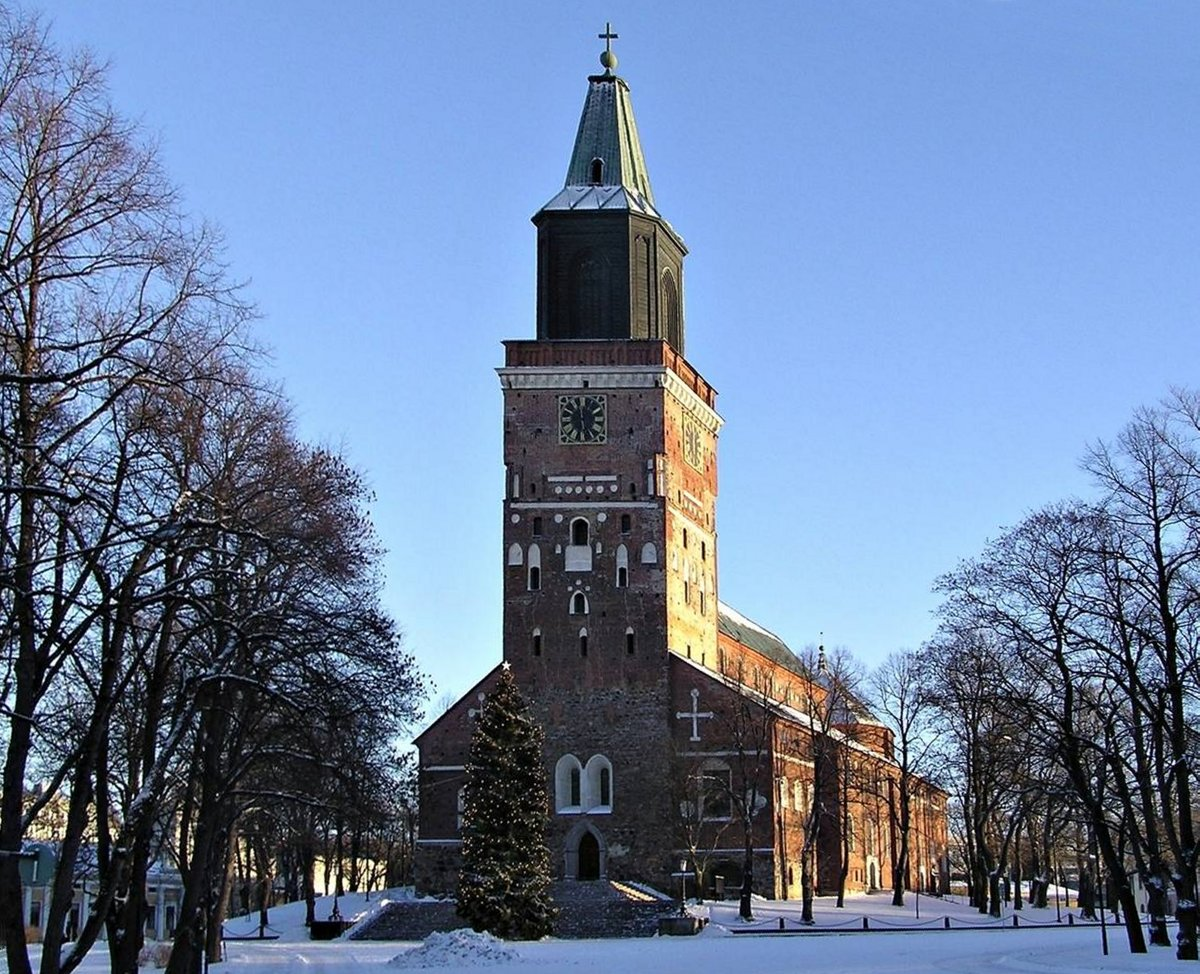
Dom von Turku
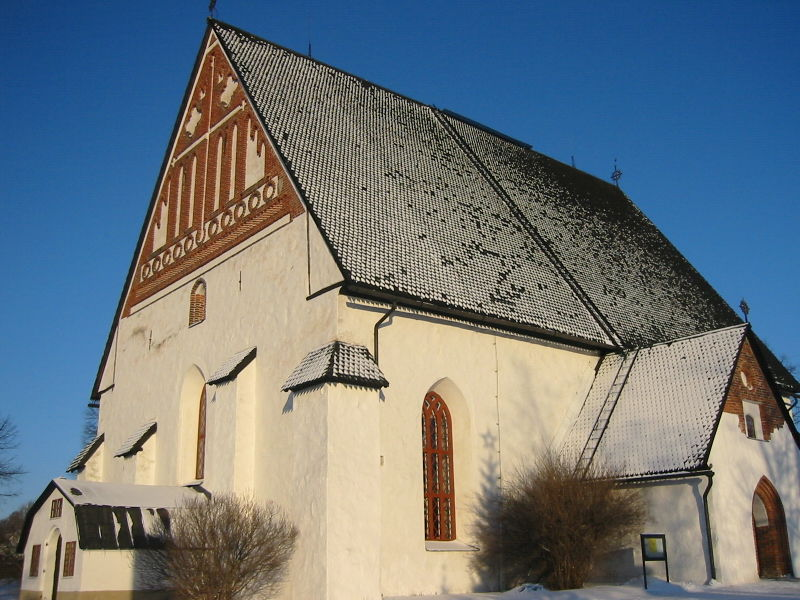
Dom von Porvoo
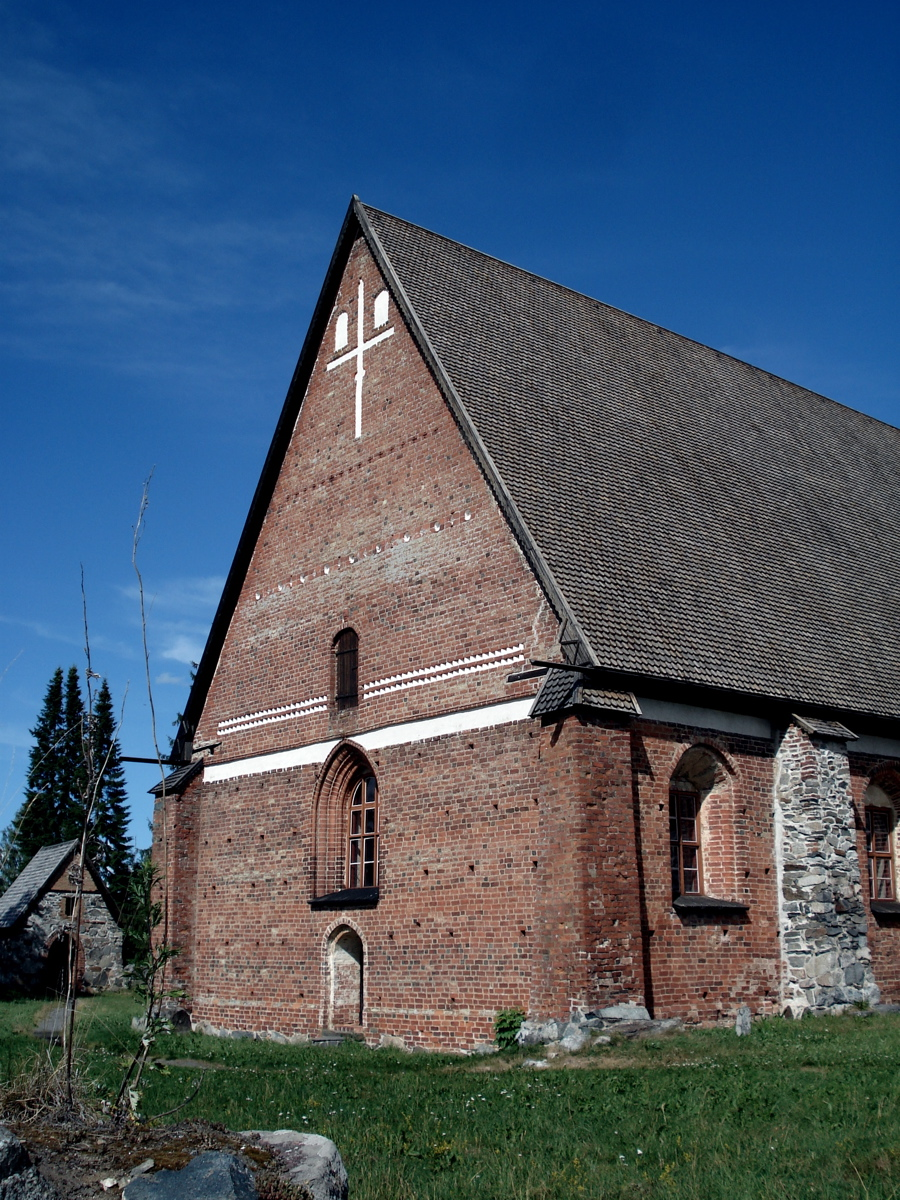
Kirche von Hattula
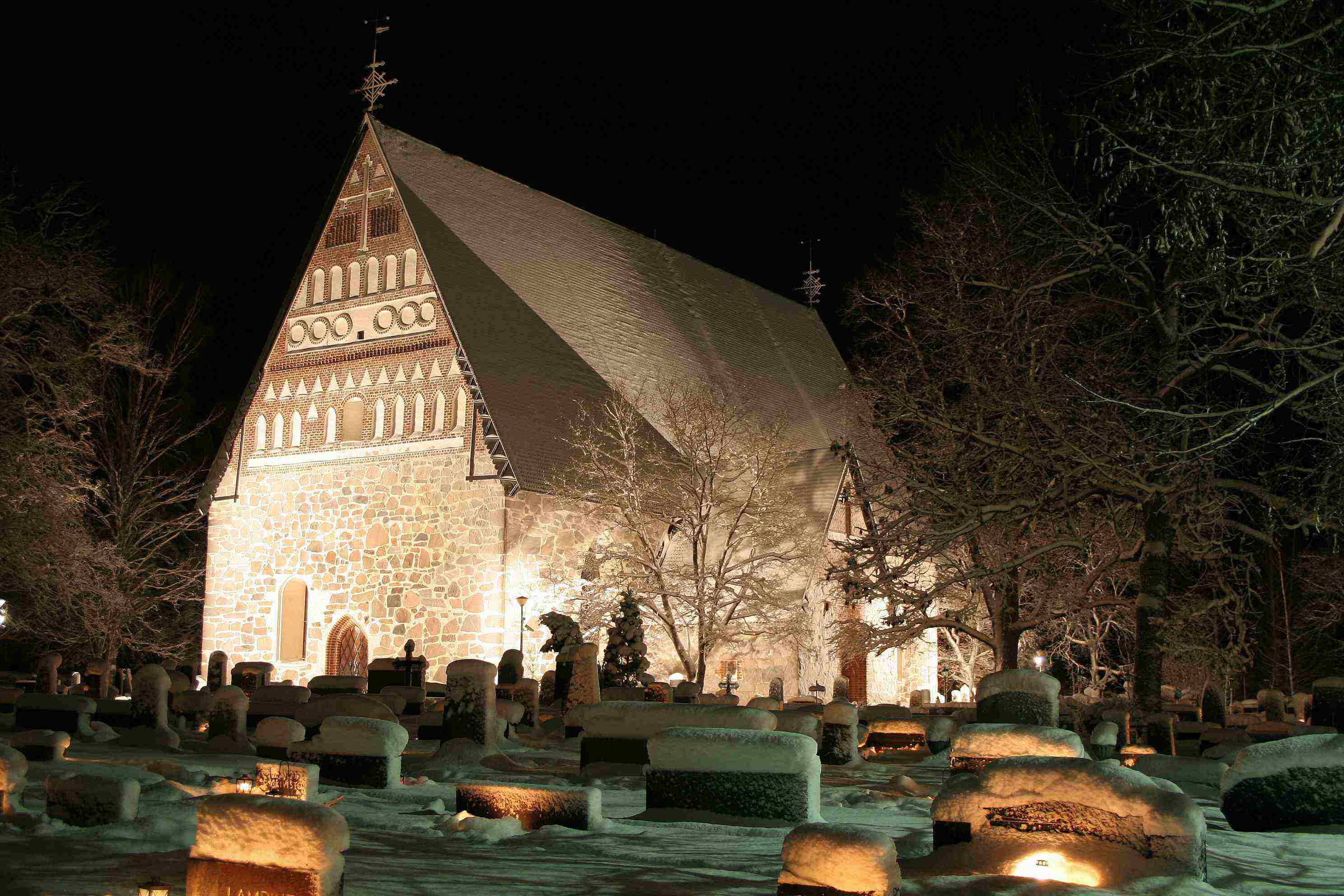
Kirche von Hollola

## Schwedische Großmachtszeit (17. und 18. Jahrhundert)

### Städte- und Festungsbau
Während der Großmachtszeit Schwedens, die mit der Krönung Gustav II. Adolf im Jahr 1611 begann, prosperierte auch Finnland, was sich in einer verstärkten Bautätigkeit widerspiegelte. Hatte es im Mittelalter in Finnland nur sechs Städte (Turku, Viipuri, Porvoo, Ulvila, Rauma und Naantali) gegeben, stieg ihre Anzahl gegen Ende des 17. Jahrhunderts schon auf 30. Die in jener Zeit gegründeten Städte waren klein und in Holz gebaut, in der Regel hatten sie einen schachbrettartigen Grundriss. Die meisten Holzstädte fielen im Laufe ihrer Geschichte entweder Feuersbrünsten oder aber dem Bauboom der 1960er Jahre zum Opfer. Ein außergewöhnlich gut erhaltenes Holzhausviertel findet sich in der Altstadt von Rauma. Dieser mit 28 Hektar größte zusammenhängende Holzhauskomplex der Nordischen Länder ist seit 1682 von Bränden verschont geblieben und gehört mittlerweile zur Liste des UNESCO-Weltkulturerbes. Weitere erwähnenswerte Holzhausviertel finden sich in Porvoo, Naantali und im Turkuer Stadtviertel Luostarimäki.
Nach dem verlorenen Großen Nordischen Krieg (1700–1721) hatte Schweden seine Großmachtstellung verloren und musste nun mit Russland um die Vorherrschaft in der Ostseeregion ringen. Um die Ostgrenze zu sichern, errichteten die Schweden die Bastionen Lappeenranta und Hamina. Die 1723 gegründete Festungsstadt Hamina entsprach mit ihrem radialen Grundriss den stadtplanerischen Idealen der Barockzeit. Im Frieden von Åbo musste Schweden 1743 Hamina, Lappeenranta und die Olafsburg an Russland abtreten. Um die Verteidigung Finnlands weiterhin zu gewährleisten, mussten nun neue Festungsbauten errichtet werden. Als Gegengewicht zur Festung Kronstadt, die Peter der Große vor Sankt Petersburg hatte erbauen lassen, gründete man 1748 die Inselfestungen Sveaborg (heute Suomenlinna) vor Helsinki und Svartholm vor Loviisa. Die monumentale Festungsinsel Suomenlinna ist heute ein beliebtes Ausflugsziel der Helsinkier und wurde 1991 von der UNESCO in die Liste des Weltkulturerbes aufgenommen.

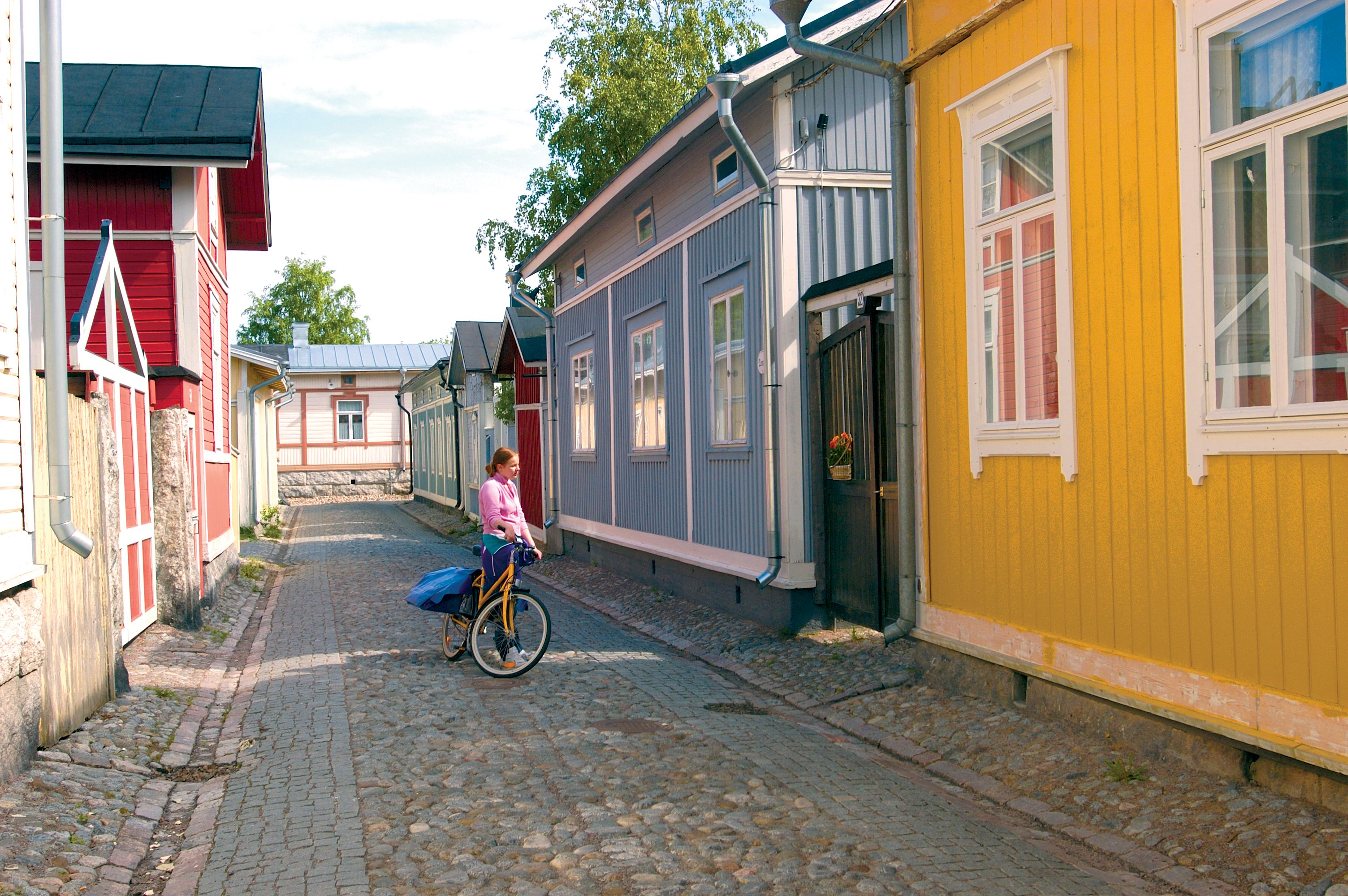
Holzhäuser in der Altstadt von Rauma
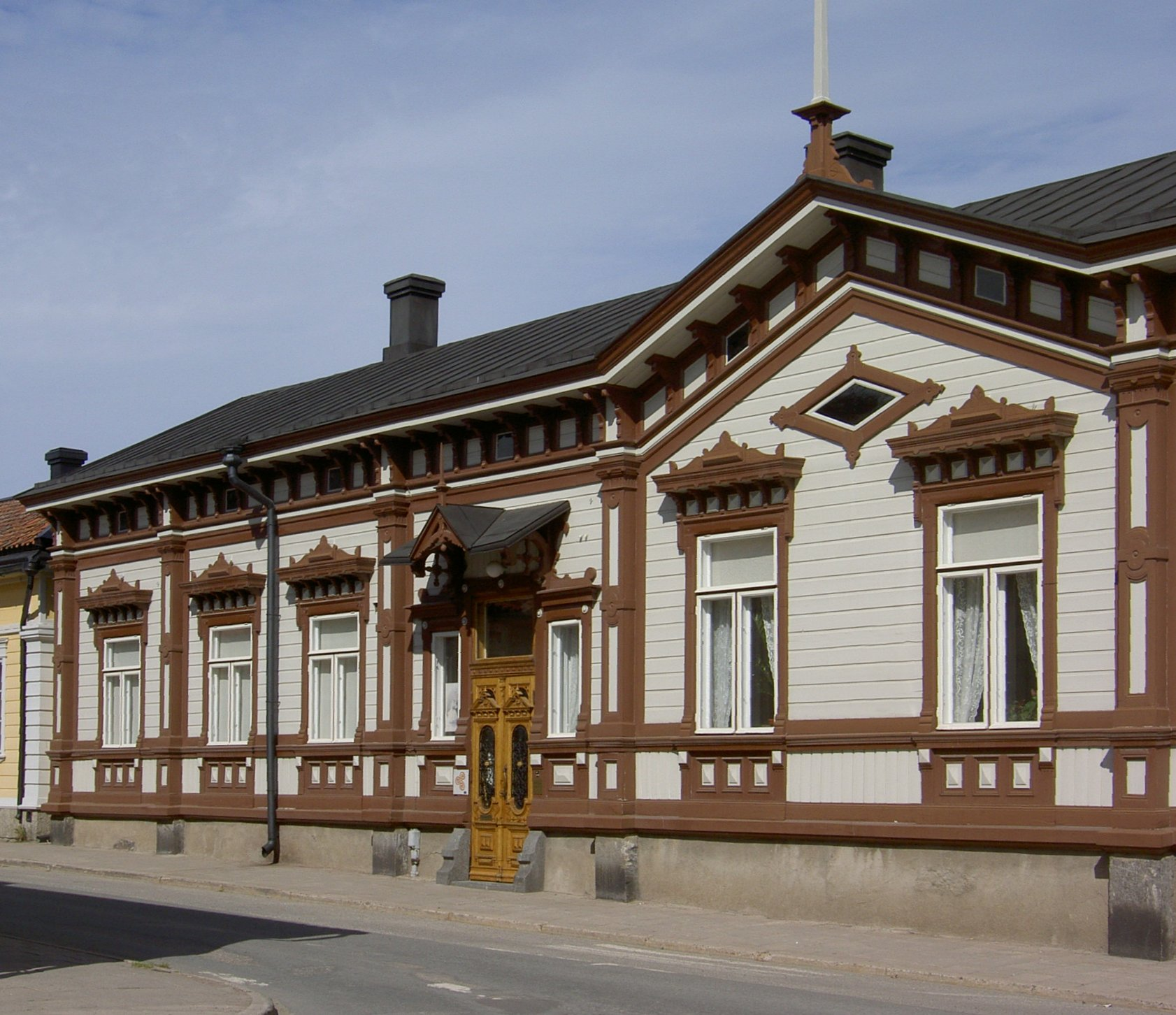
Kaufmannshaus Marela in Rauma
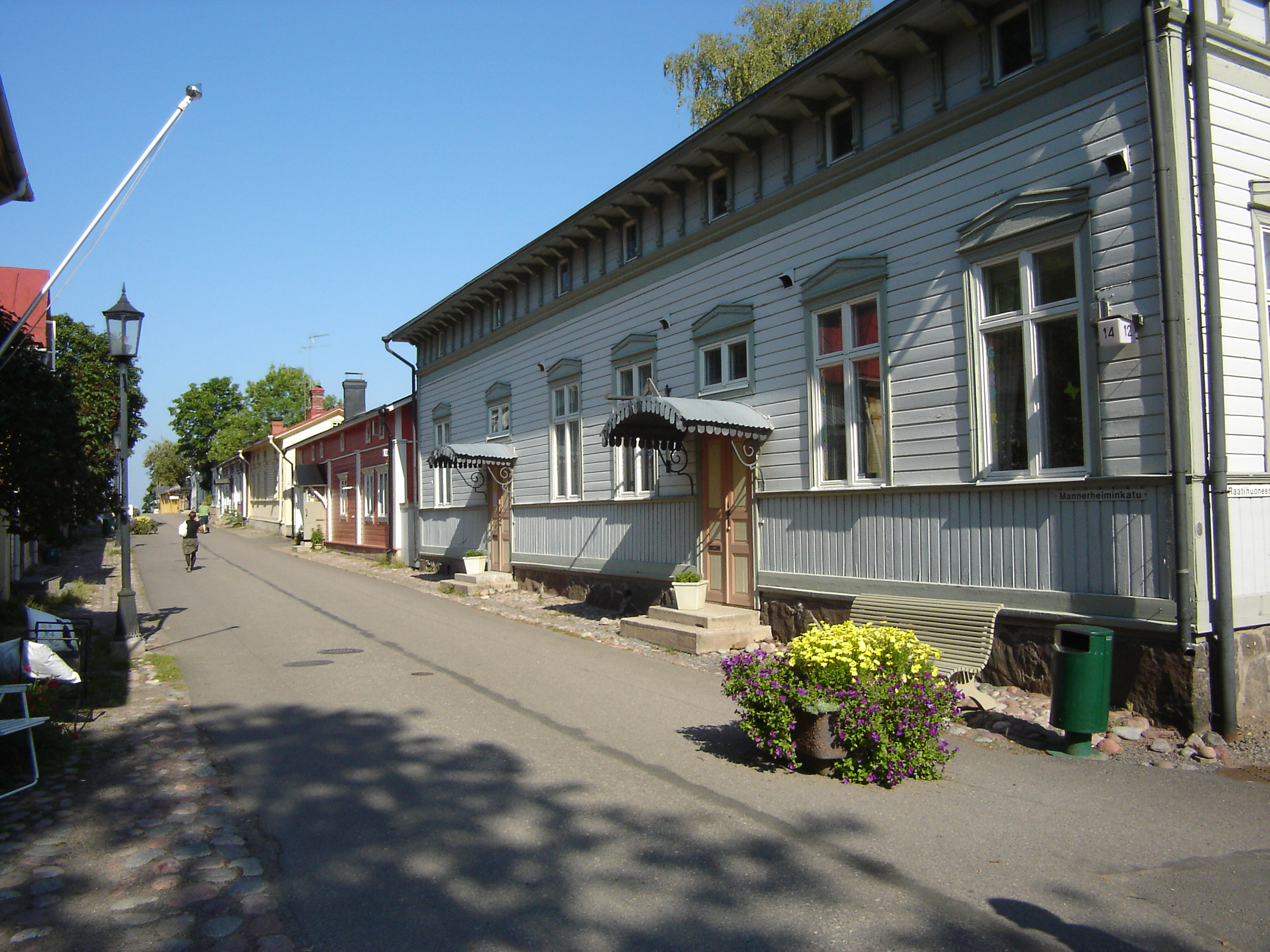
Holzhaus in der Altstadt Naantalis
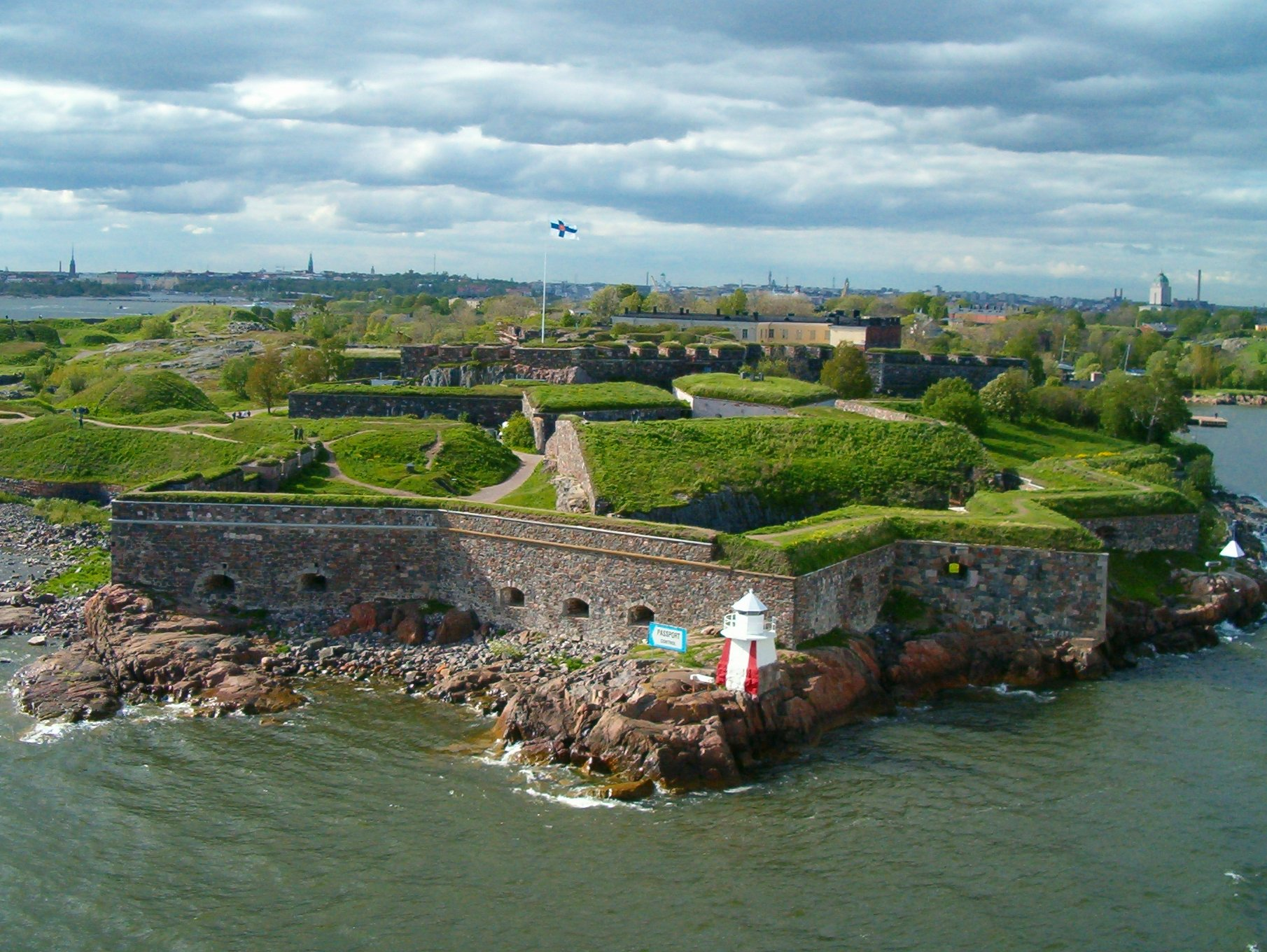
Festung Suomenlinna

### Herrensitze
Schon im Mittelalter hatte der Adel in Finnland Rittergüter besessen. Ab dem 17. Jahrhundert verteilte die schwedische Krone dann verstärkt Donationen in Finnland. So entstanden zahlreiche Herrensitze, die wegen ihres repräsentativen Baustils für die finnische Architekturgeschichte von Interesse sind. Die ältesten erhaltenen steinernen Landgüter stammen aus der Wasa-Zeit des 16. Jahrhunderts und sind dem Renaissancestil zuzurechnen. Die Flemings, das mächtigste Adelsgeschlecht jener Zeit, errichteten die Herrensitze Qvidja (bei Pargas), Sundholm (Uusikaupunki) und Svidja (Siuntio); auf Veranlassung des Horn-Geschlechts entstanden die Herrensitze Kankas (Masku) und Vuorentaka (Halikko).
Nach dem Dreißigjährigen Krieg versiegte der Bau von Herrensitzen in Finnland. Ausnahmen sind die Schlösser Louhisaari (bei Askainen, 1653–1655) und Sarvlax (Pernå, 1672–1683). Beide sind in einem palladianistischen Stil errichtet und verfügen über barocke Gartenanlagen. Auf den Großen Nordischen Krieg folgte in Finnland eine Blütezeit der Schlossarchitektur: Im Laufe des 18. Jahrhunderts entstanden zahlreiche Herrensitze im Stil des Rokoko. Zu nennen sind die Güter Fagervik (Ingå, 1762–1781), Lapila (Naantali, 1763), Lemsjöholm (Askainen, 1763–1767), Tykö (Perniö, 1770), Viksberg (Paimio, 1770) und Nuhjala (Taivassalo, 1764). Diese sind allesamt in Stein errichtet und wurden vom Architekten Christian Friedrich Schröder entworfen. Aus Holz gebaut sind dagegen die Gutshöfer Svartå (Karis, 1783–1792) und Jokioinen (1794), deren Entwürfe aus der Feder des Architekten Erik Palmstedt stammen.
Anfang des 19. Jahrhunderts entwarfen Charles Bassi und Carl Ludwig Engel einige klassizistische Gutshöfe (s. u.). Von Bassi stammt das Schloss Åminne (Halikko, 1811), von Engels die Gutshöfe Vuojoki (Eurajoki, 1836) und Sannäs (Porvoo, 1837). Gegen Ende des 19. Jahrhunderts nahm der Bau von Herrensitzen ab. Zu den wenigen Beispielen aus dieser Zeit zählen das neogotische Gut Tjusterby (Pernå, 1859–1867) und das im Stil der Neorenaissance errichtete Schloss Malmgård (Pernå, 1882–1885). Die letzten Herrensitze sind die im frühen 20. Jahrhundert entstandenen Gutshäuser Vanajanlinna (Hämeenlinna, 1924), Saari (Mäntsälä, 1929) und Ruhala (Ruovesi, 1938).

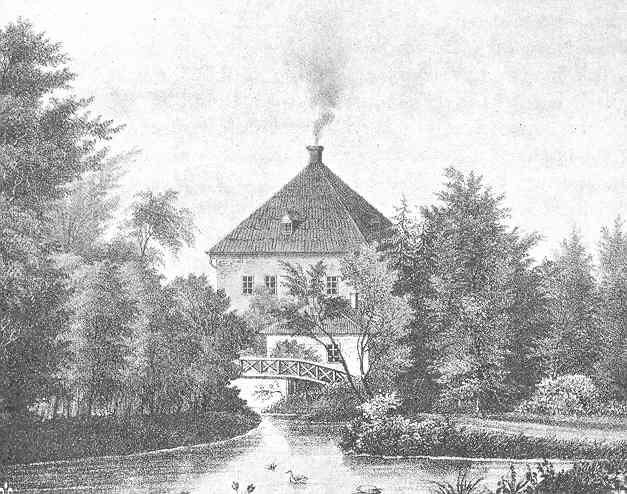
Gut Kankas bei Masku
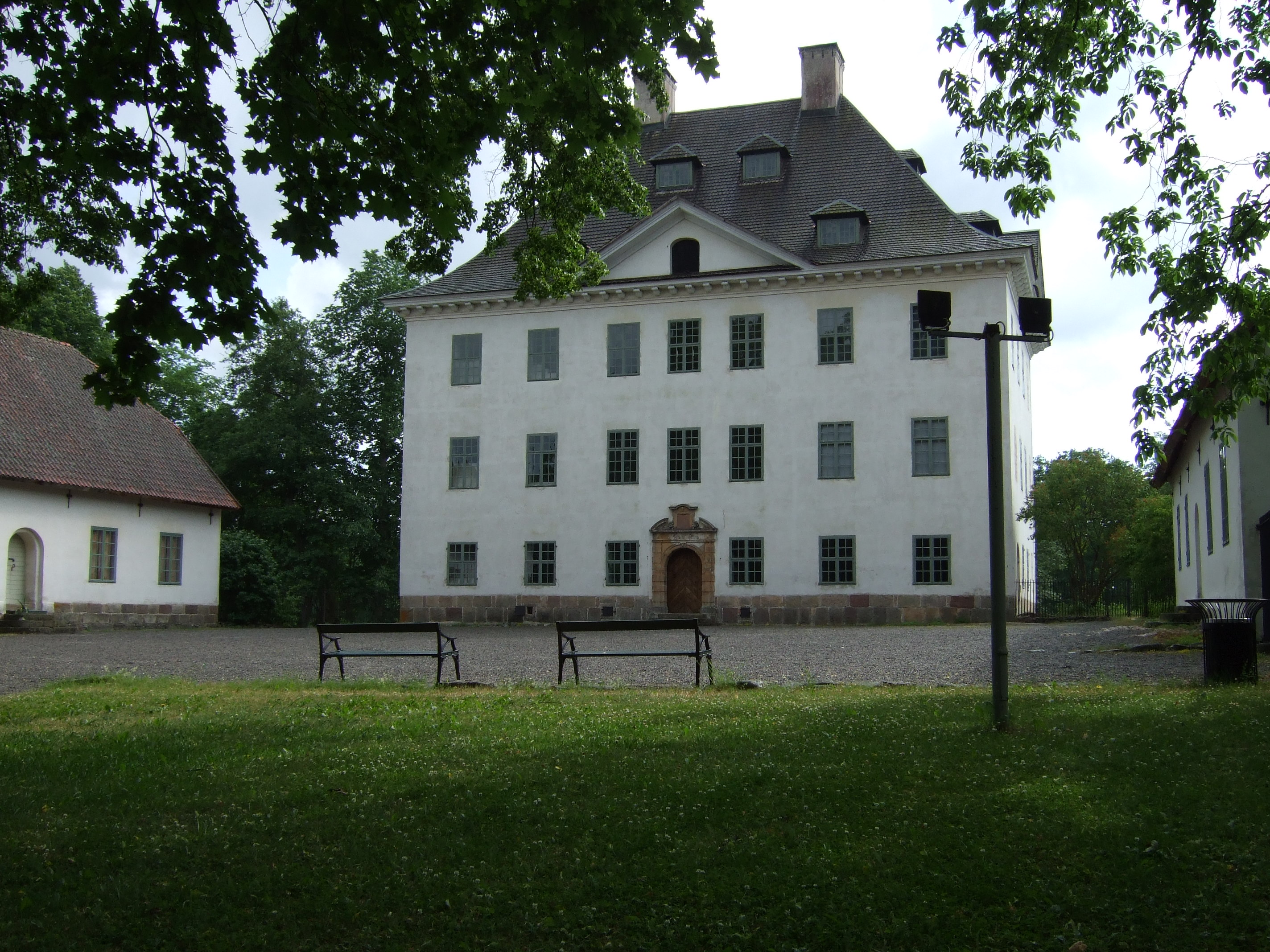
Gut Louhisaari
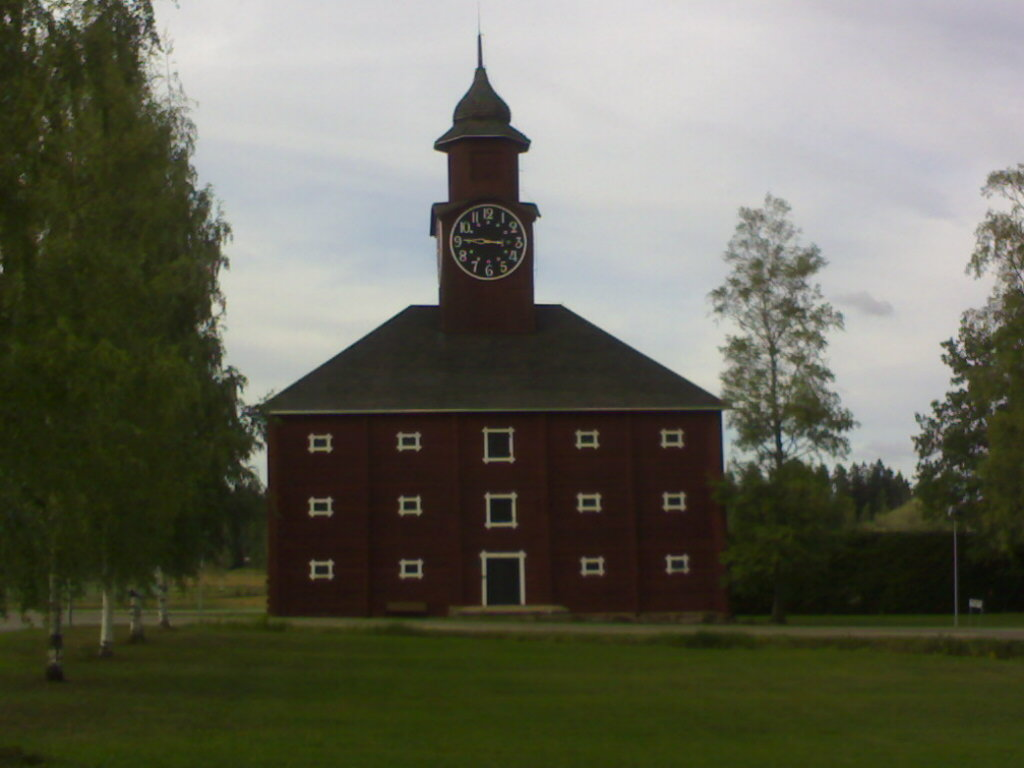
Getreidespeicher des Guts Jokioinen
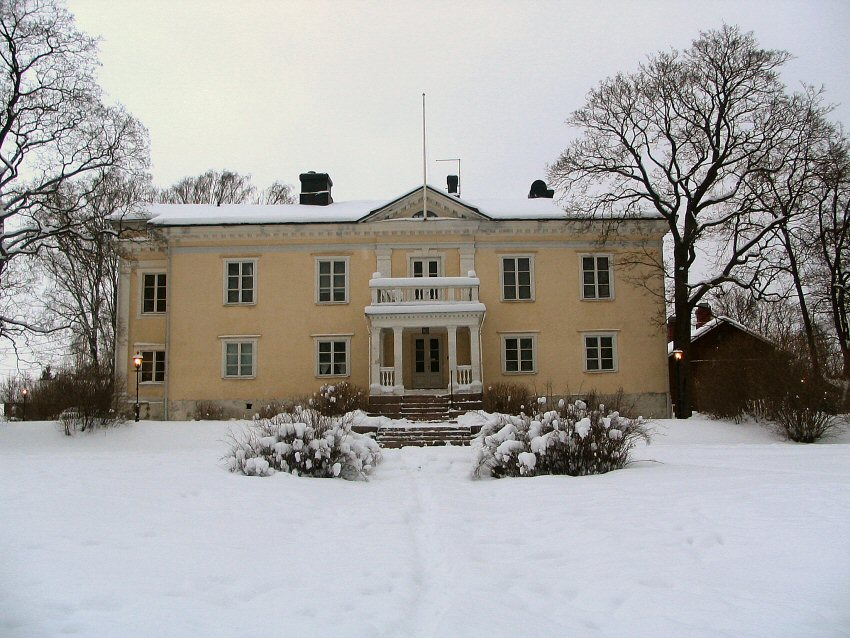
Gut Herttoniemi (1815)

### Holzkirchen
Nach der Reformation ging man, nicht zuletzt aus finanziellen Gründen, in der Kirchenbaukunst zur Holzbauweise über. Bei den Holzkirchen mischten sich Einflüsse internationaler Stilrichtungen (Renaissance, Barock, Klassizismus) und volkstümliche Bautradition. Ihre Baumeister waren meist einfache lokale Zimmerleute. Nur wenige Kirchen, etwa die von Kangasala (1767) und Kuopio (1806), wurden nach den Anweisungen der Oberintendanz ausgeführt.
Ein spezifisch finnischer Bautyp ist die entlang der Küste Österbottens vorherrschende Stützpfeilerkirche. Dabei handelt es sich um einfache rechteckige, mit Stützpfeilern verstärkte Langhäuser mit einem hohen, schlanken Turm am Giebelende. Stilistisch schließen sie sich an die älteren Steinkirchen Österbottens an. Beispiele für diesen Kirchentyp finden sich unter anderem in Tornio (1686), Kempele (1691), Vörå (1627) und Kristinestad (1700). Ein ähnlicher Langhaustyp mit symmetrischen Anbauten und niedrigerem Turm findet sich in Mittelösterbotten, Satakunta und Varsinais-Suomi.
Im späten 17. Jahrhundert kam die Grundrissform des gleicharmigen Griechischen Kreuzes mit einem dreiteiligen freistehenden Renaissance-Glockenturm auf. Die ersten Kirchen dieses Typs entstanden in Elimäki (1678) und Iitti (1693). Die Kreuzkirche mit barockem Einschlag war auch die vorherrschende Bauform des 18. Jahrhunderts. Vor allem das späte 18. Jahrhundert war mit der Errichtung von 120 Holzkirchen die Zeit eines regelrechten Kirchenbaubooms. Als typisches Beispiel dieser Architekturtradition wurde die Alte Kirche von Petäjävesi (1765) in die Liste des UNESCO-Weltkulturerbes aufgenommen. Den Typ der Kreuzkirche variierte man in den verschiedenen Teilen des Landes: In Westfinnland erweiterte man den Mittelraum durch Abschrägung der inneren Ecken, in Ostfinnland schuf man durch Ausbuchtung der Ecken nach außen sogenannte Doppelkreuzkirchen. Diesen Typ repräsentiert etwa die Kirche von Lappee (1792) in Lappeenranta. Im 19. Jahrhundert begann man schließlich unter dem Einfluss des Klassizismus hölzerne Kreuzkuppelkirchen zu errichten. Ein eindrucksvolles Beispiel dieses Typs ist die Kirche von Kerimäki (1847), die als größte Holzkirche der Welt gilt.

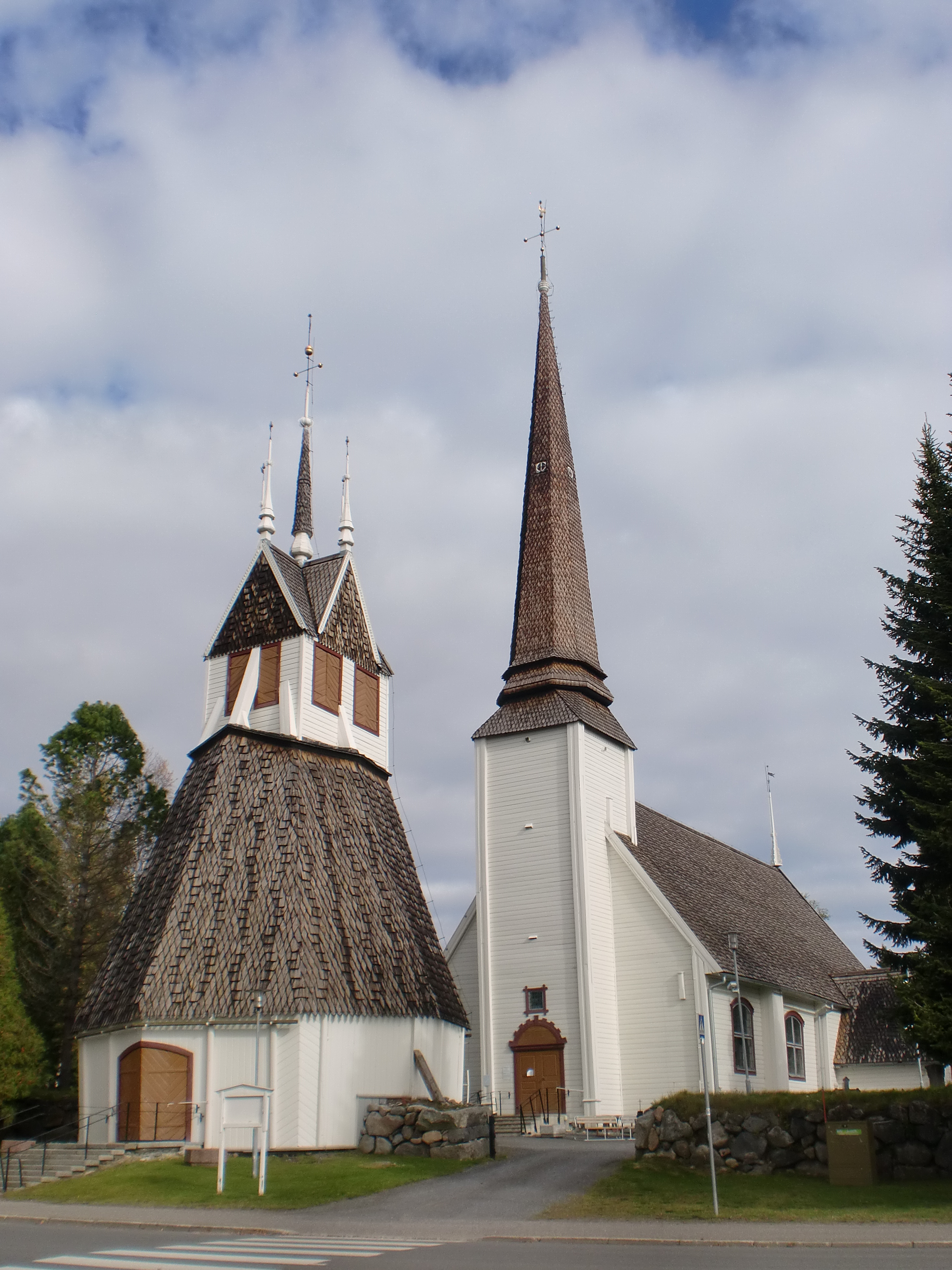
Kirche von Tornio (1686)
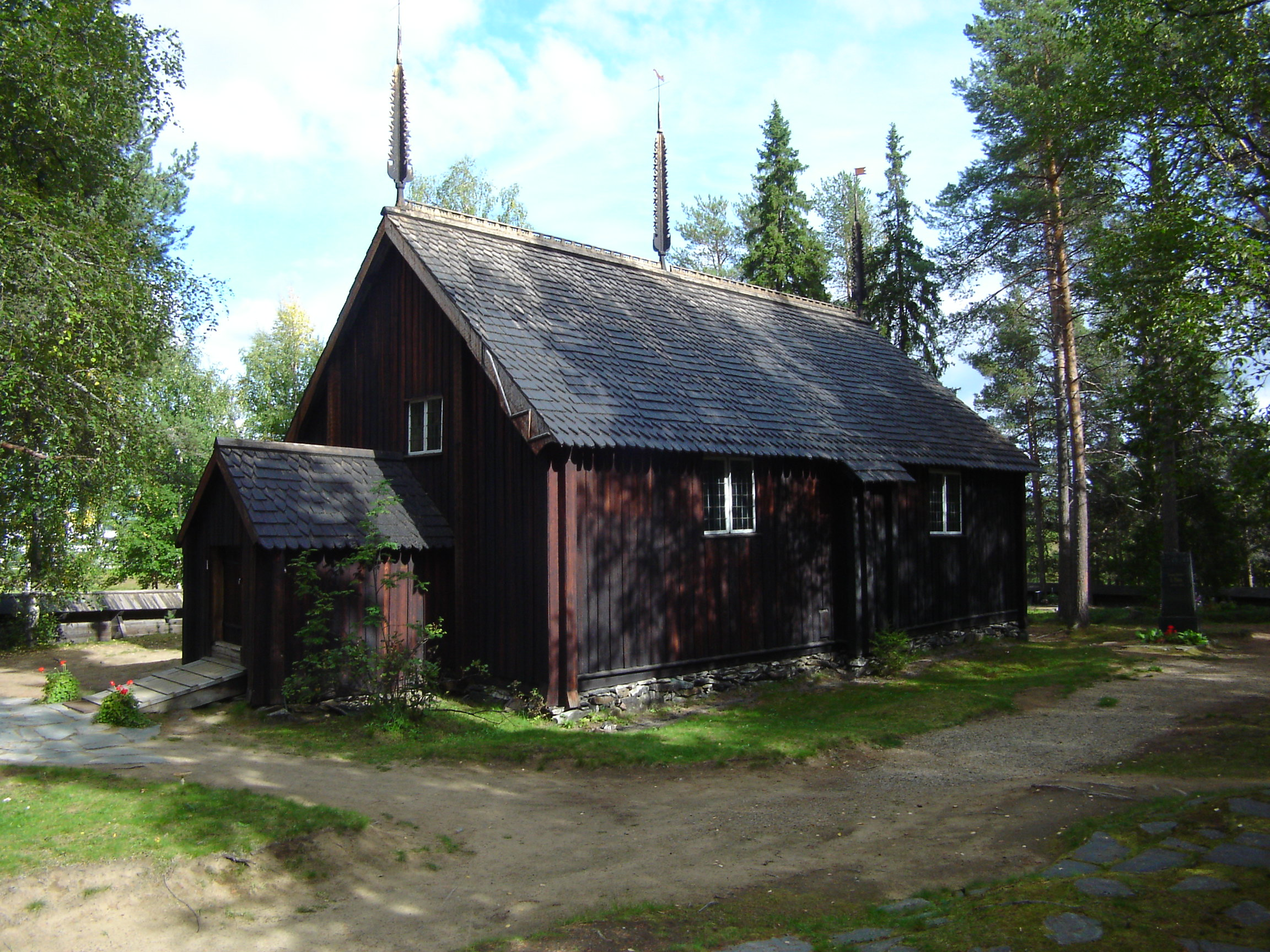
Alte Kirche von Sodankylä (1689)
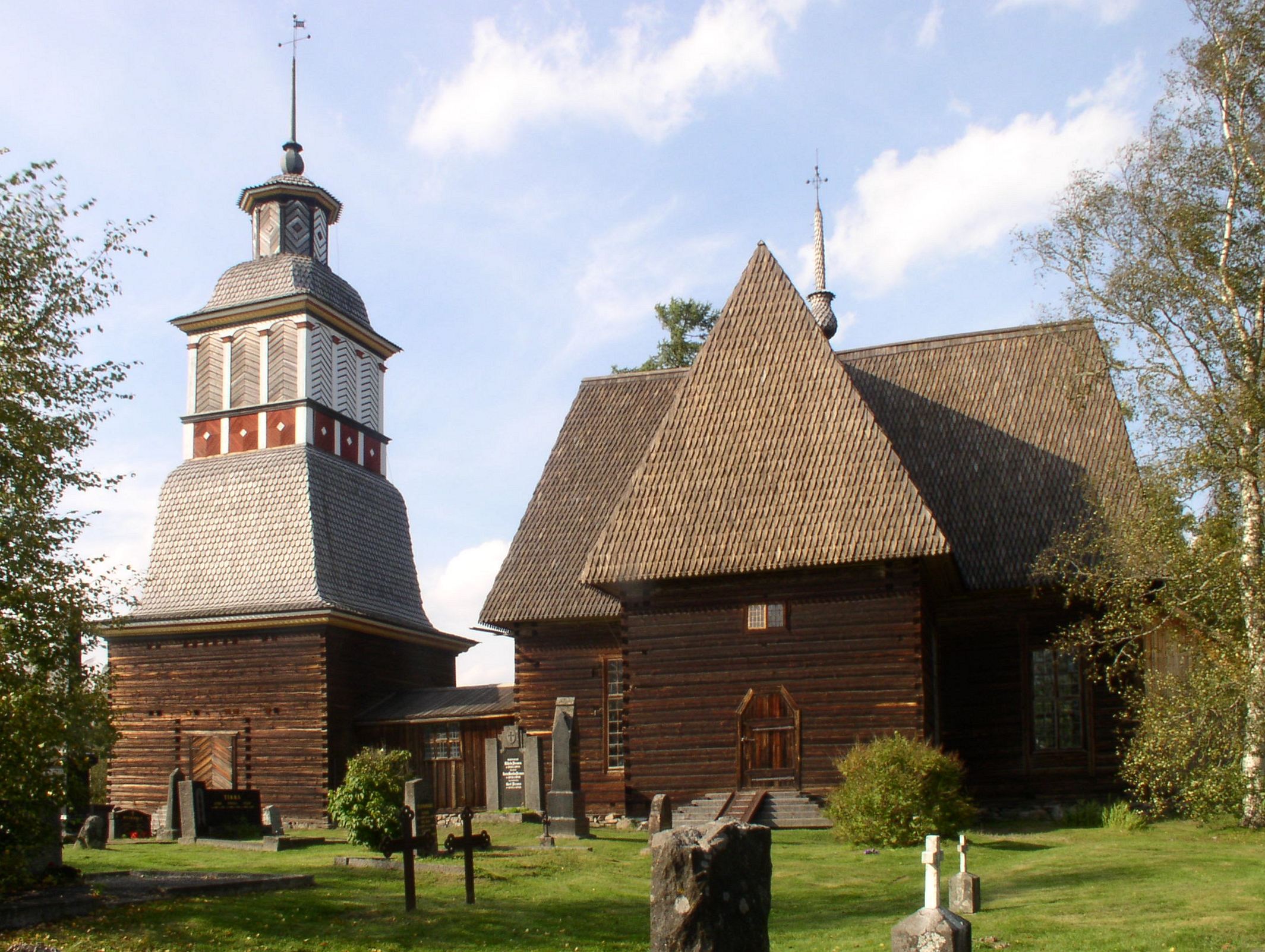
Alte Kirche von Petäjävesi (1765)
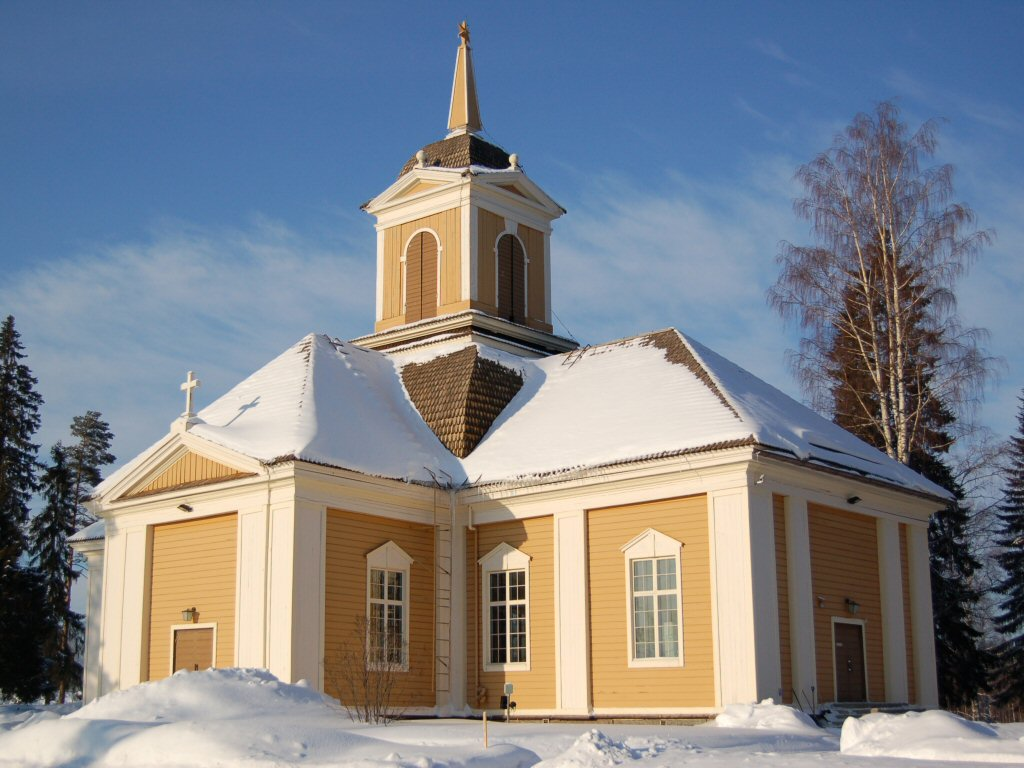
Kreuzkirche von Ylikiiminki (1786)

## Russische Herrschaftszeit (1809 bis 1917)

### Klassizismus
Schon im ausgehenden 18. Jahrhundert war in der gustavianischen Zeit der auf die Antike zurückgreifende Klassizismus, wie er etwa im Akademiegebäude von Turku (1801–1815) zum Ausdruck kommt, zum vorherrschenden Stilrichtung geworden. Nachdem Finnland dann 1809 zu einem Großfürstentum unter russischer Herrschaft geworden war, wurde ein Intendantenbüro gegründet, das für den Bau öffentlicher Gebäude zuständig war. Erster Generalintendant war der Italiener Charles Bassi (1772–1840). Sein Werk umfasst zahlreiche Kirchenbauten in verschiedenen Teilen Finnlands.
Als der russische Zar 1812 beschloss, die Hauptstadt des Großfürstentums aus Turku nach Helsinki zu verlegen, beauftragte er den deutschen Architekten Carl Ludwig Engel (1778–1840) damit, ein neues Zentrum zu planen. Unter Engels Ägide wurde das bis dahin eher unbedeutende Helsinki in eine repräsentative Hauptstadt im Stil des Klassizismus umgebaut. Berühmt ist insbesondere des Ensemble am Senatsplatz mit dem Dom (1830–1852), dem Senatsgebäude (1818–1822), dem Hauptgebäude der Universität Helsinki (1832) und der Nationalbibliothek (zuvor Universitätsbibliothek Helsinki, 1833–1844). Ab 1824 übernahm Engel das Amt des Generalintendanten und zeichnete in der Folgezeit für zahlreiche Kirchen und öffentliche Bauten in allen Teilen des Landes verantwortlich.

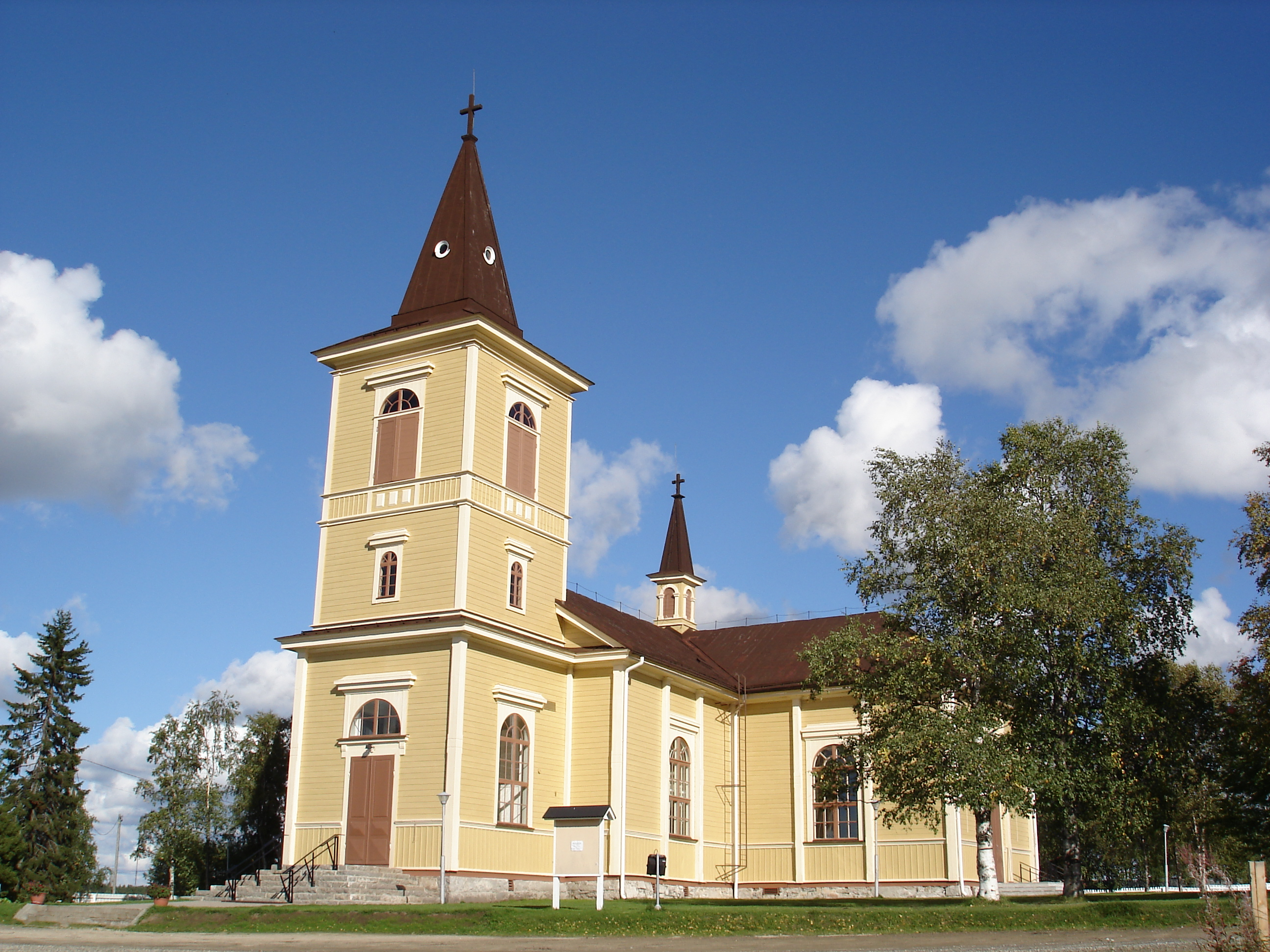
Kirche von Muonio (1822, Charles Bassi)
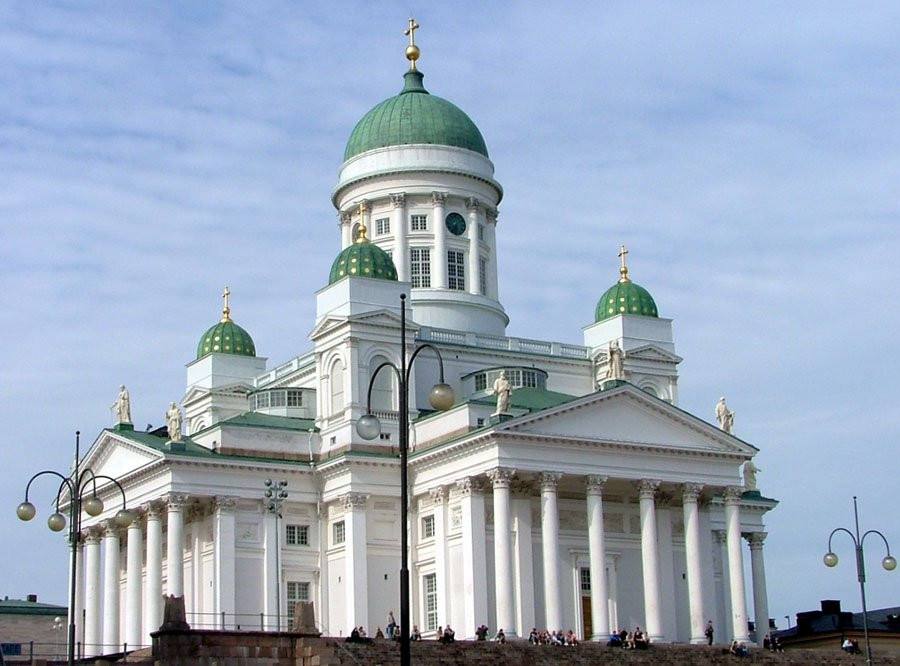
Dom Helsinki
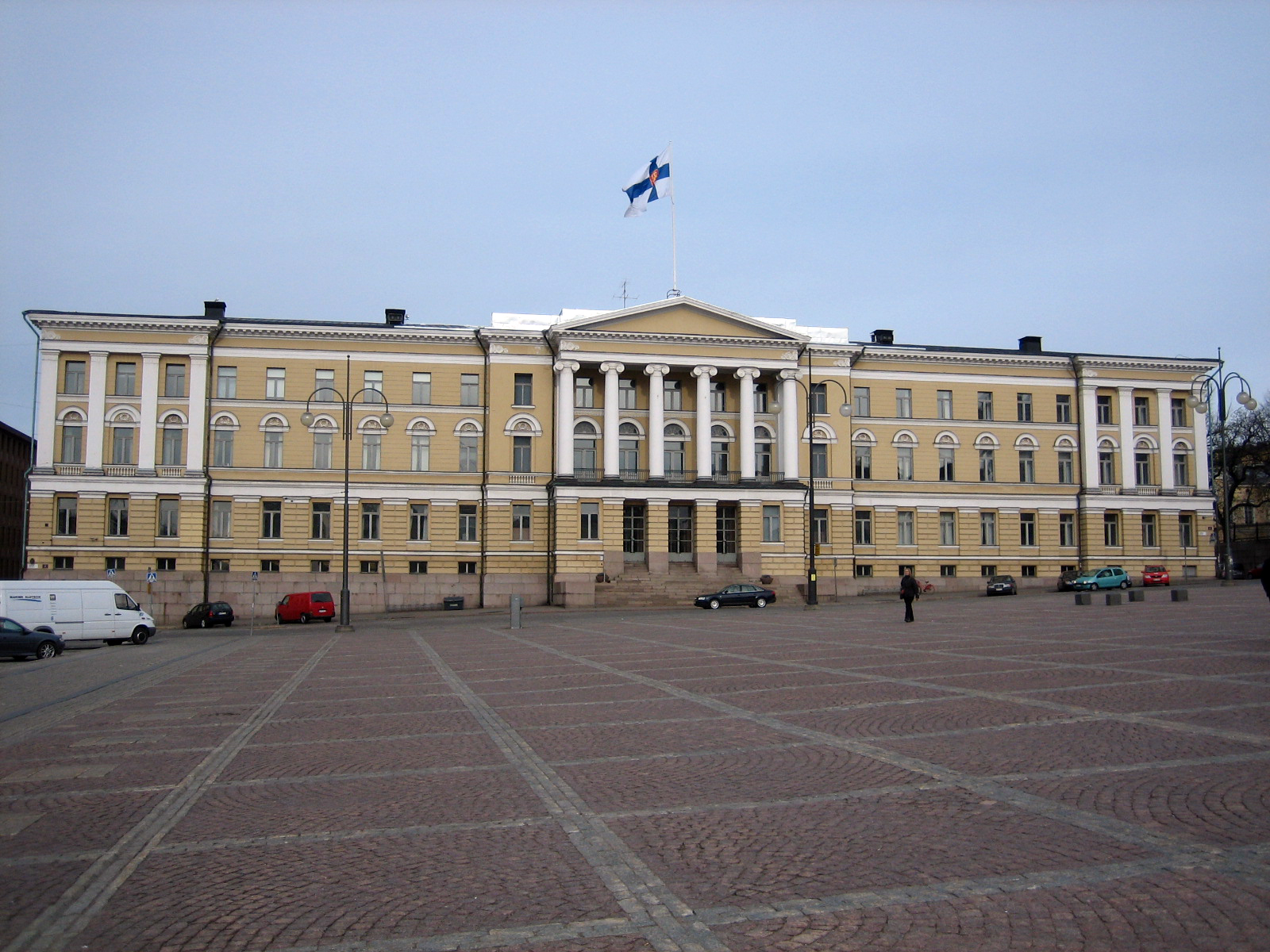
Hauptgebäude der Universität Helsinki
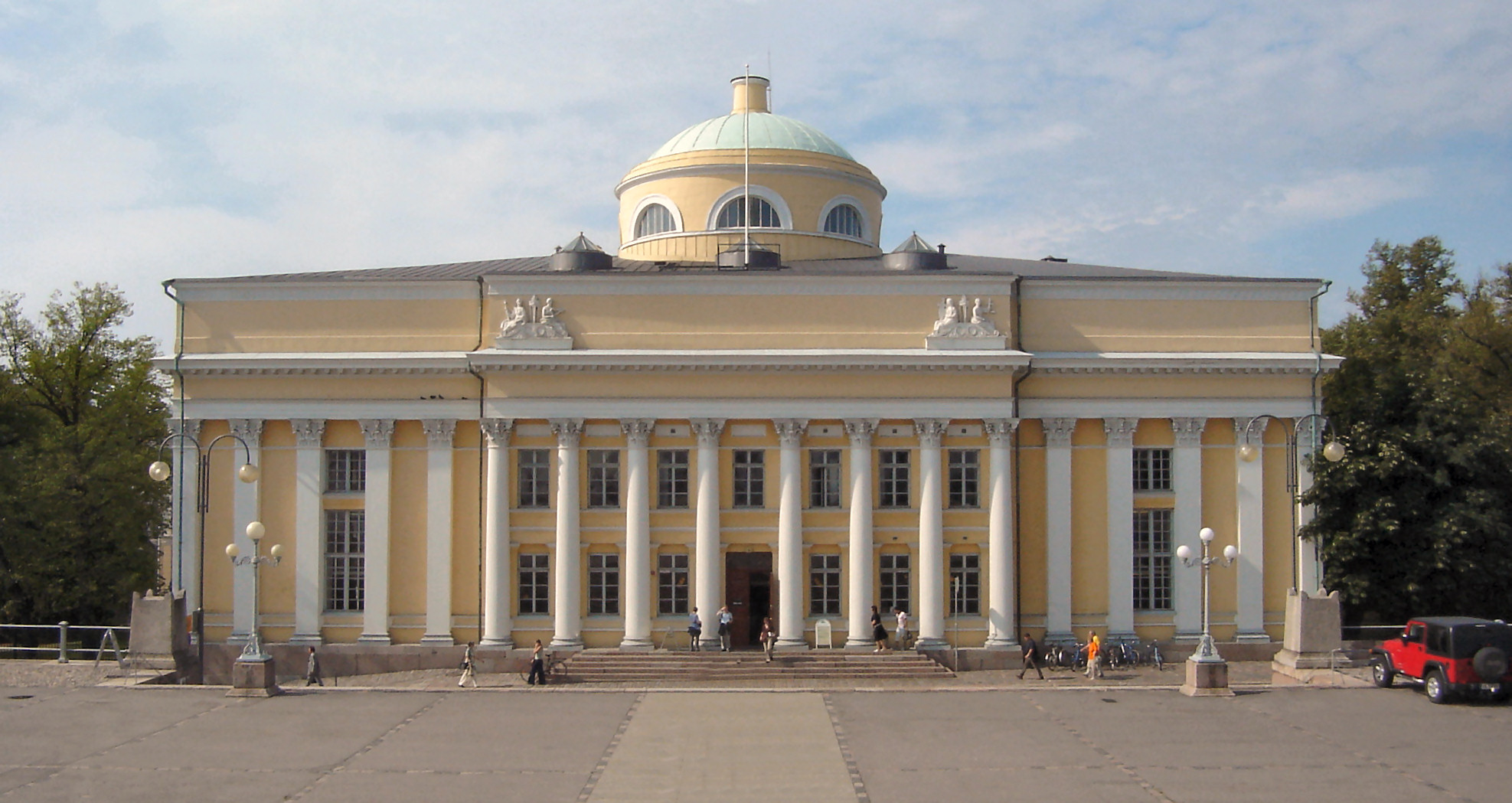
Nationalbibliothek, Helsinki
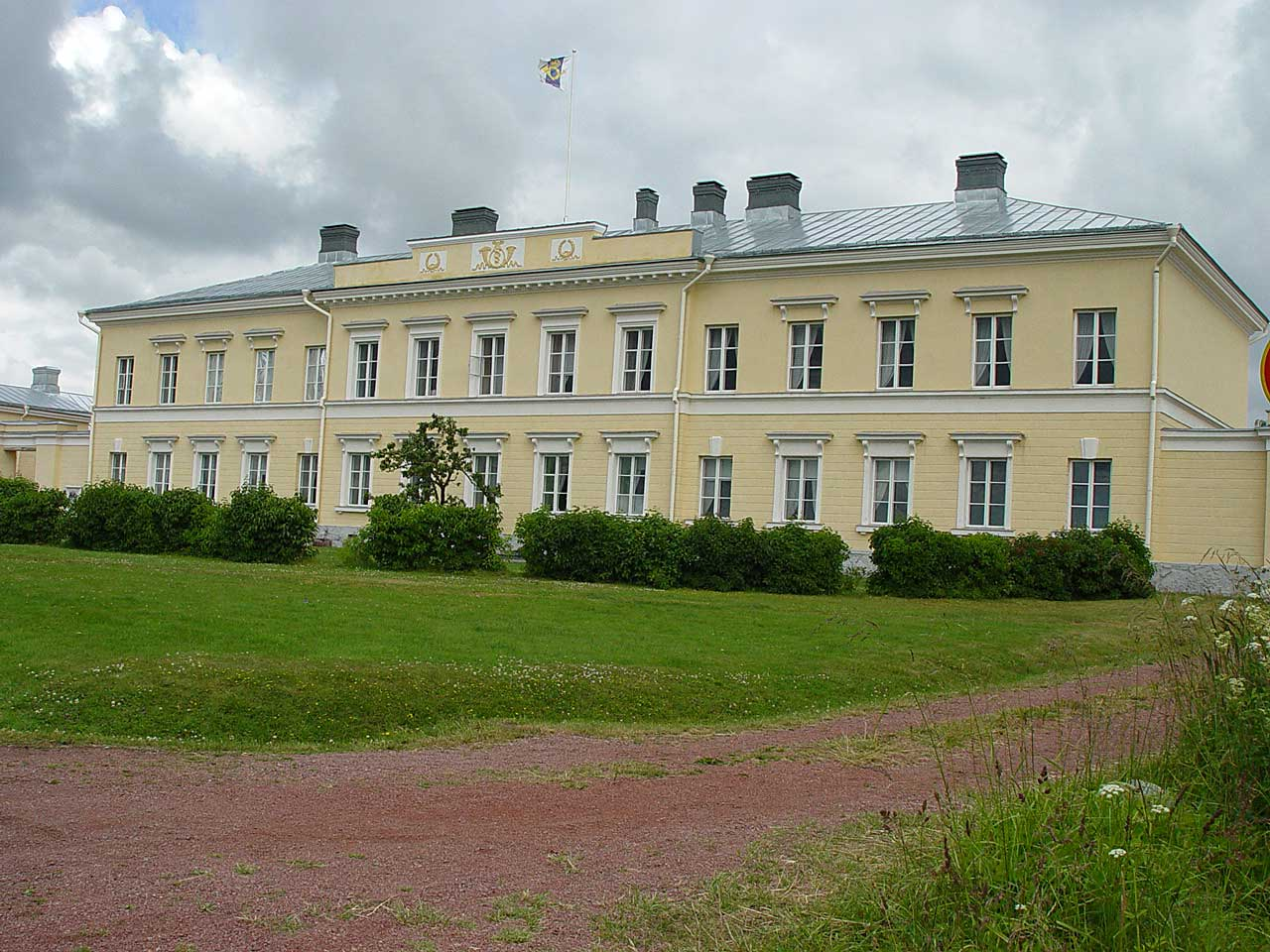
Post- und Zollhaus von Eckerö (1828)
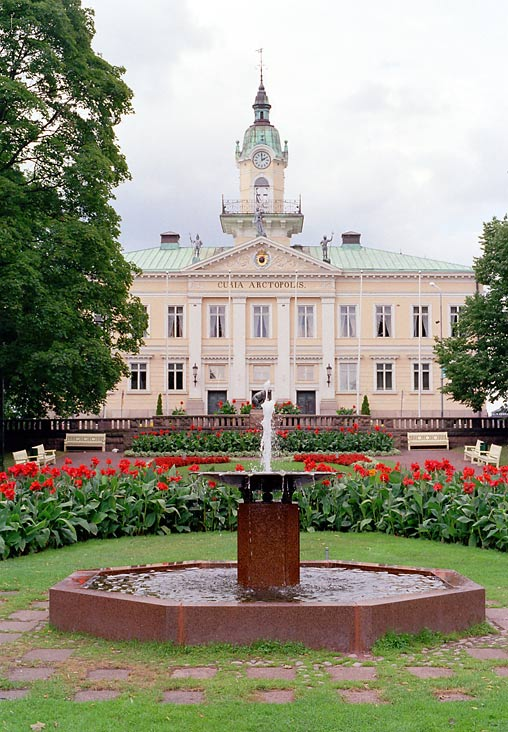
Das Rathaus von Pori

### Zweite Hälfte des 19. Jahrhunderts
In der zweiten Hälfte des 19. Jahrhunderts wurden die Stilrichtungen in der finnischen Architektur vielfältiger. Die Neugotik repräsentieren das von Theodor Policron Chiewitz entworfene Ritterhaus in Helsinki (1862), zahlreiche Kirchenbauten sowie die Architektur der 1862 nach einem Großbrand komplett neu aufgebauten Stadt Vaasa. Der Architekt Theodor Höjer plante in Helsinki zahlreiche Wohngebäude und den Museumsbau Ateneum (1887) im Stil der Neurenaissance. Den Klassizismus des ausgehenden 19. Jahrhunderts wiederum vertreten Gustav Nystroms Entwürfe des Nationalarchivs (1890) und des Ständehauses (1891) in Helsinki. Im Zuge der im europäischen Vergleich recht spät einsetzenden Industrialisierung entstanden in Städten wie Tampere oder Forssa zahlreiche in Backstein gefertigte Industriebauten. Stellvertretend für die finnische Industriearchitektur wurde die Kartonfabrik von Verla (1885–1895) in die UNESCO-Liste des Weltkulturerbes aufgenommen.

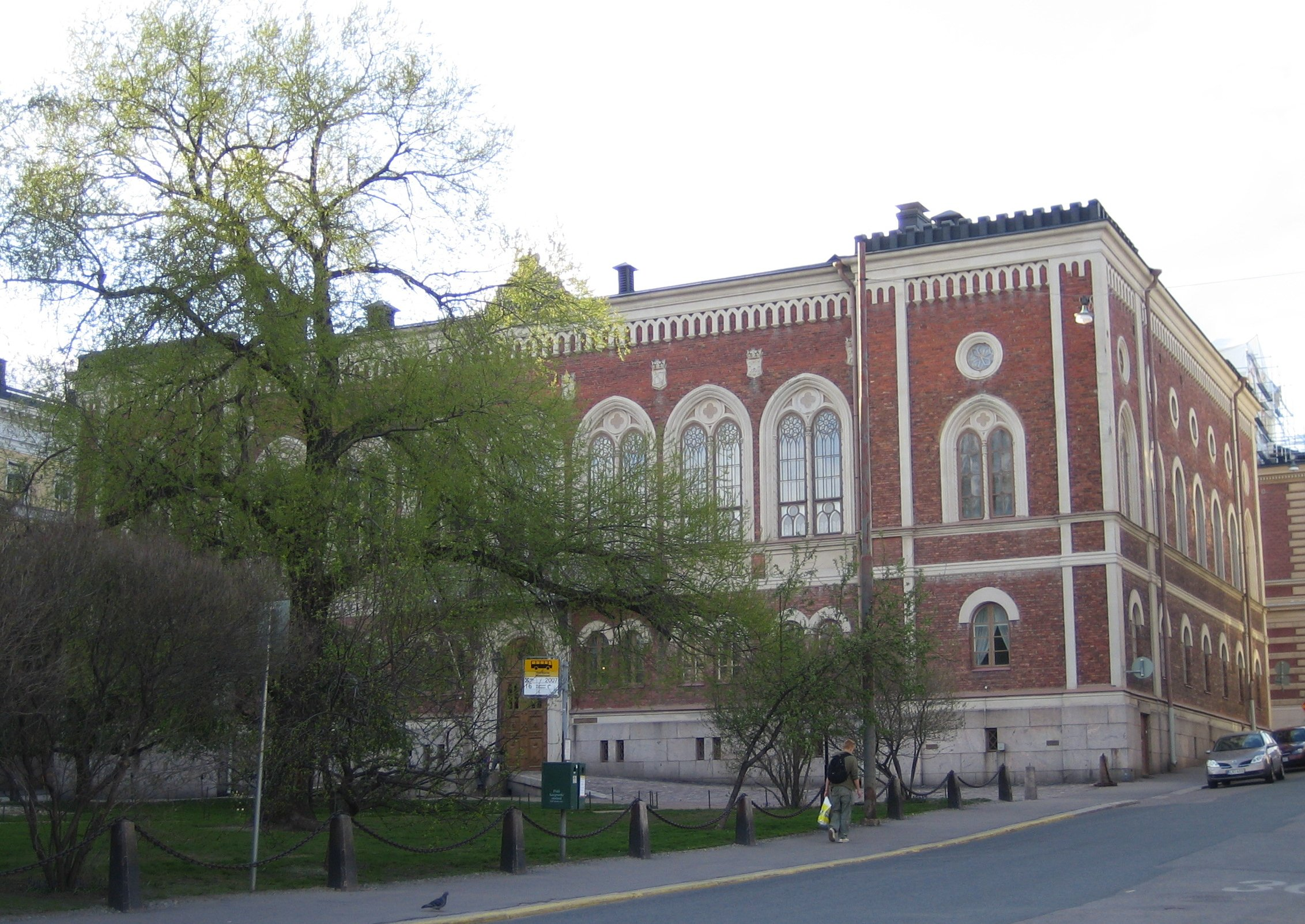
Ritterhaus, Helsinki
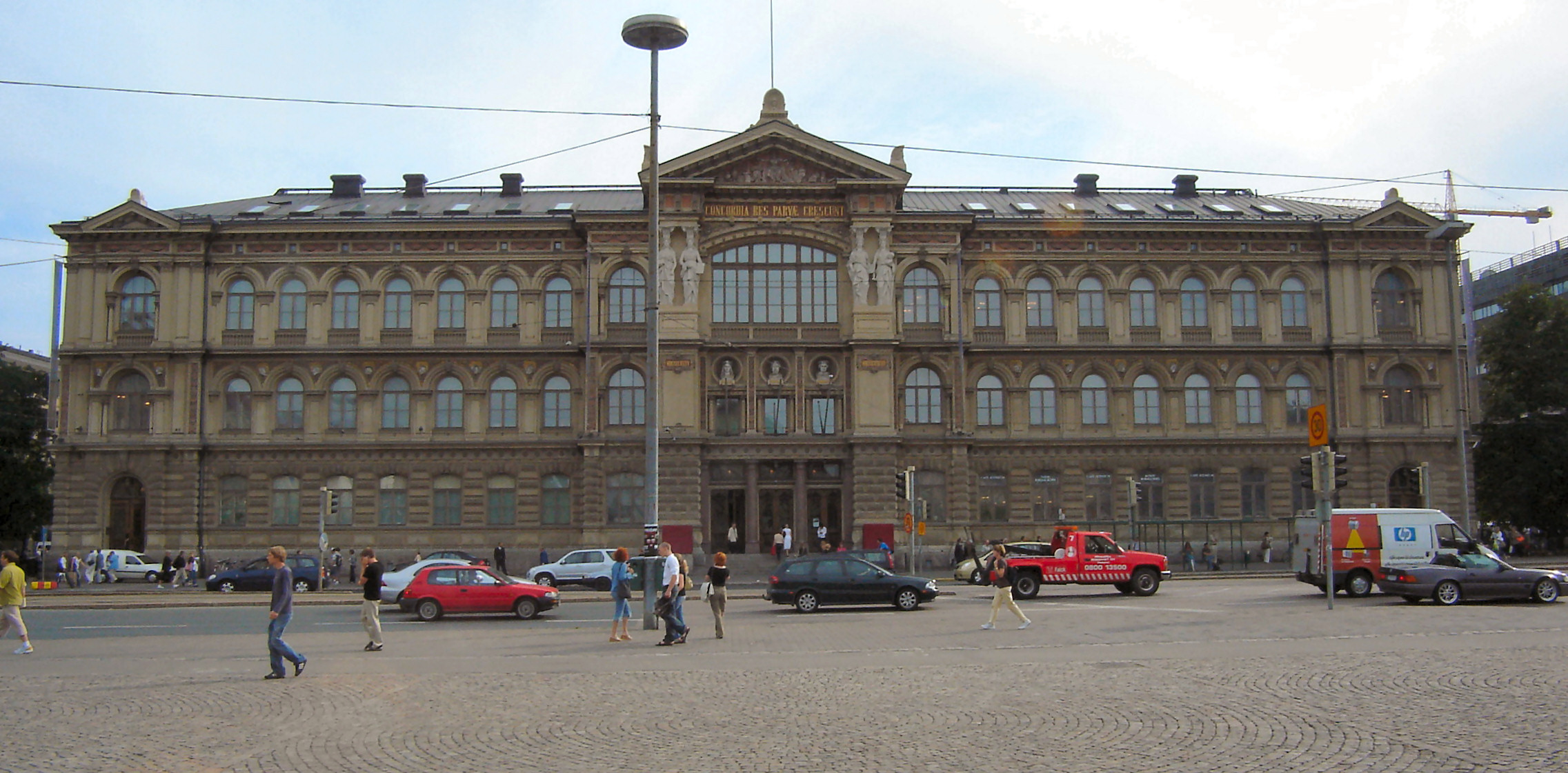
Ateneum, Helsinki
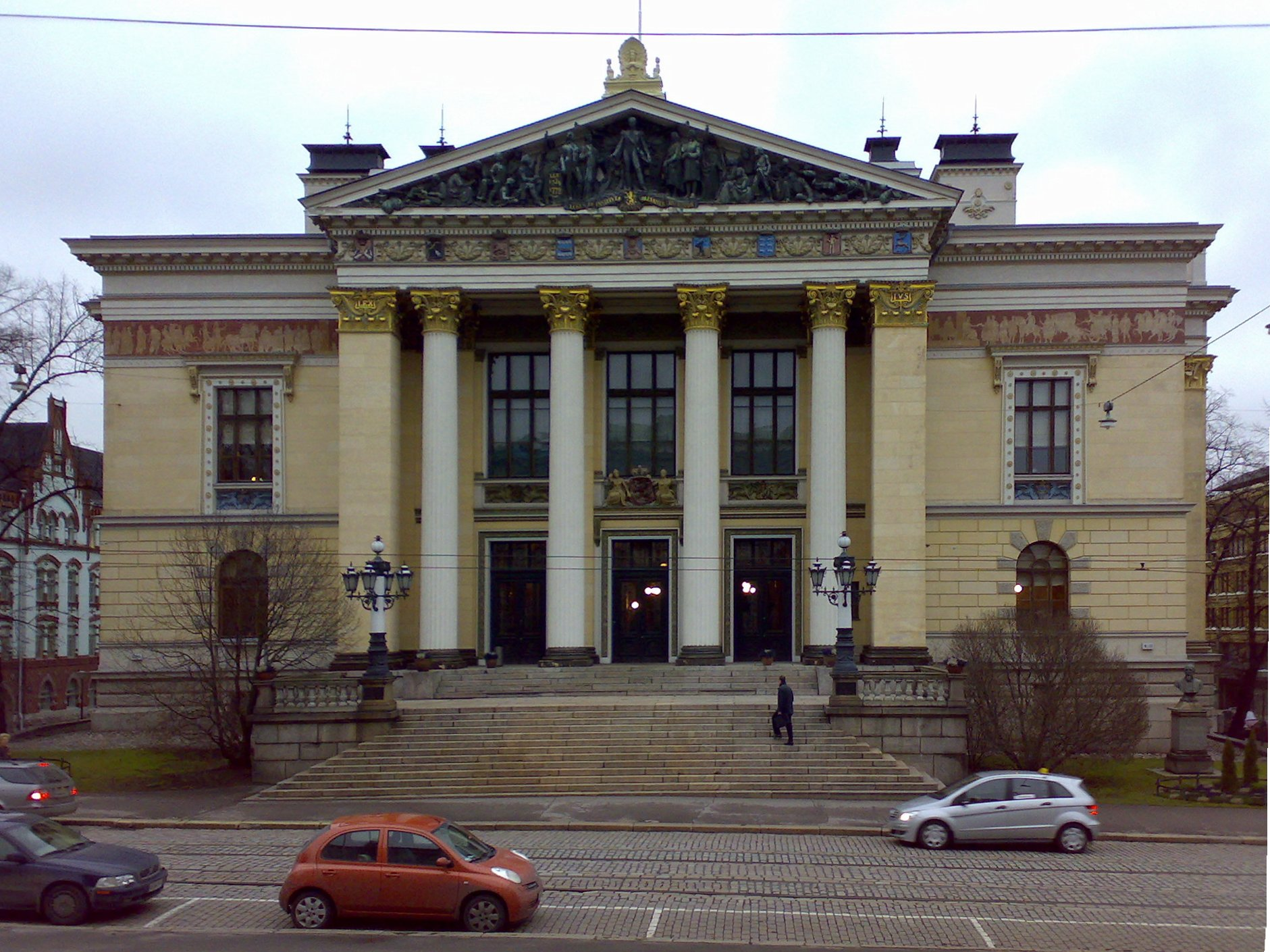
Ständehaus, Helsinki
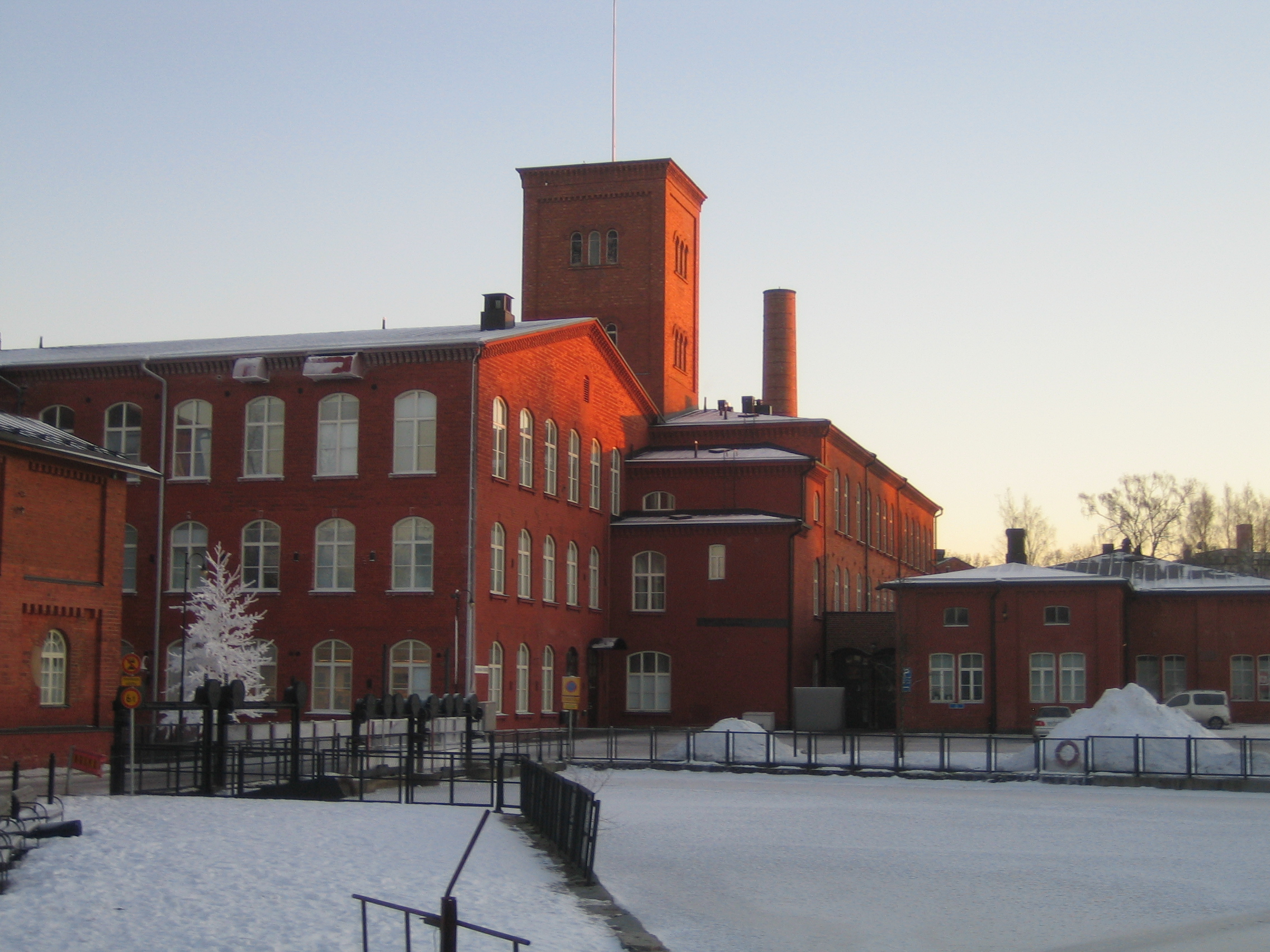
Spinnerei von Forssa (1873)

### Nationalromantik und Jugendstil
Um die Jahrhundertwende kam in der finnischen Architektur wie in allen Kunstrichtungen mit der Nationalromantik eine neue Stilrichtung auf. Der Baustil wurde von der Arts-and-Crafts-Bewegung und dem Jugendstil beeinflusst und schöpfte seine Inspiration vor allem aus dem finnischen Nationalepos Kalevala und der traditionellen Architektur Finnlands und Kareliens. Die besten Beispiele für die nationalromantische Wohnhäuser finden sich in den Helsinkier Stadtteilen Katajanokka und Eira. Ein bekannter nationalromantischer Kirchenbau ist der von Lars Sonck entworfene Dom von Tampere (1907).
Der bekannteste Architekt der Nationalromantik ist Eliel Saarinen (1873–1950). Zusammen mit seinen Kollegen Herman Gesellius (1874–1916) und Armas Lingren (1874–1929) entwarf er neben zahlreichen Wohnbauten den vielbeachteten finnischen Pavillon für die Weltausstellung 1900 in Paris sowie das Gebäude der Versicherungsgesellschaft Pohjola und das Finnische Nationalmuseum (1901–1920) in Helsinki. Für sich selbst plante das Architektentrio die Villa Hvitträsk (1903) in Kirkkonummi bei Helsinki, das als Musterbeispiel der nationalromantischen Villenarchitektur gilt. Eliel Saarinens bekanntestes Werk ist der Hauptbahnhof Helsinki (1904–1919). 1923 emigrierte Saarinen in die Vereinigten Staaten, auch sein Sohn Eero Saarinen wurde dort zu einem einflussreichen Architekten.

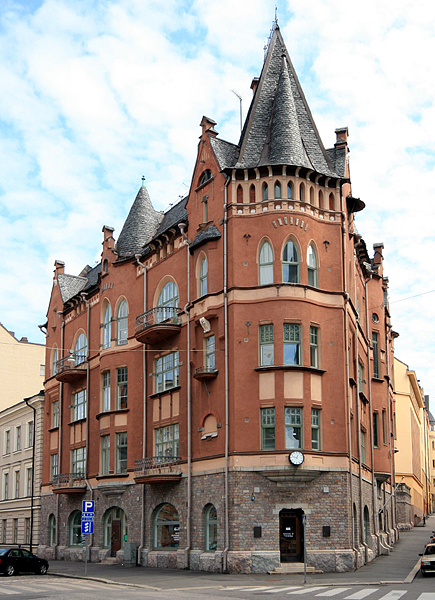
Jugendstilbau im Helsinkier Stadtteil Katajanokka
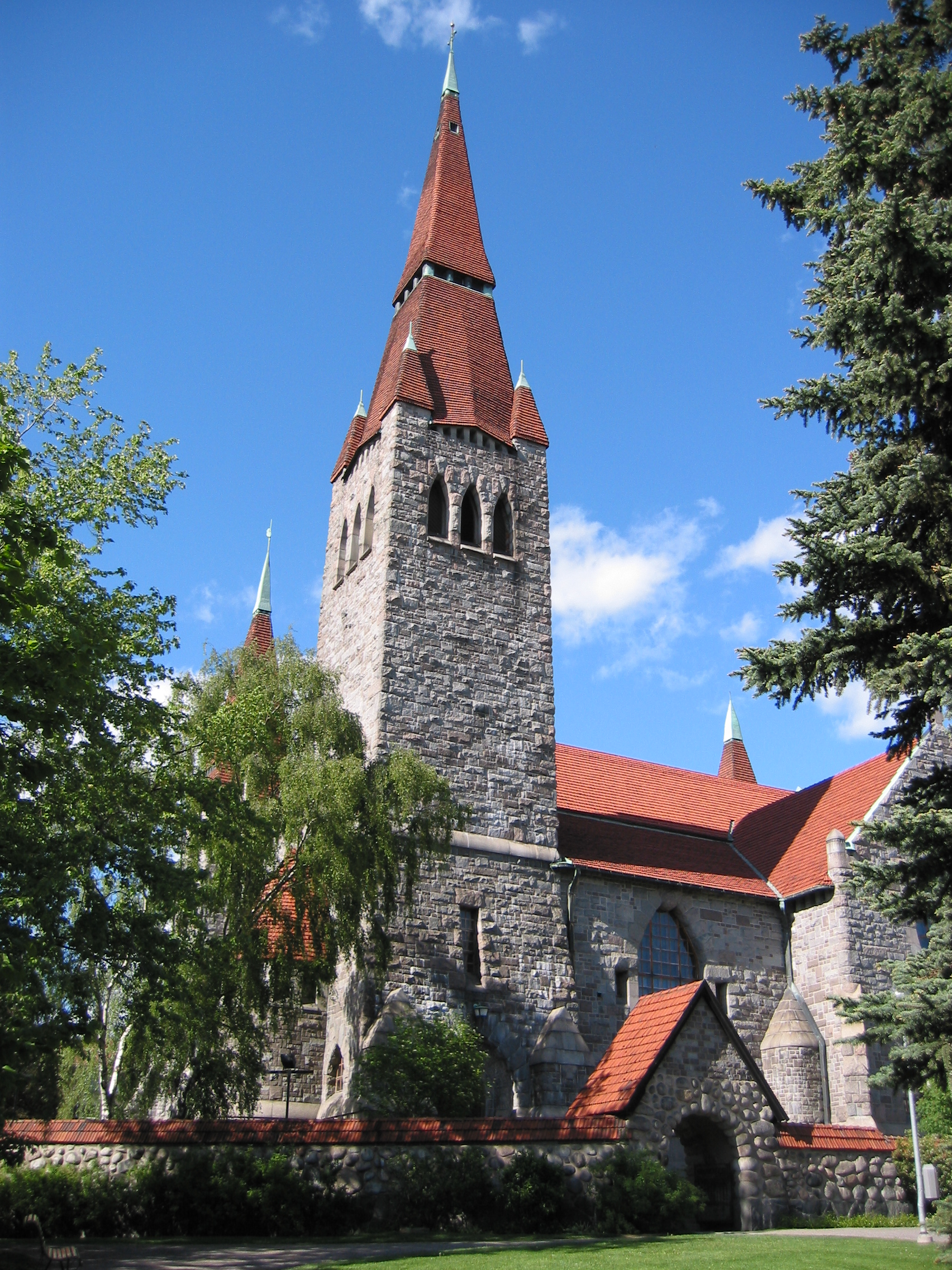
Dom Tampere
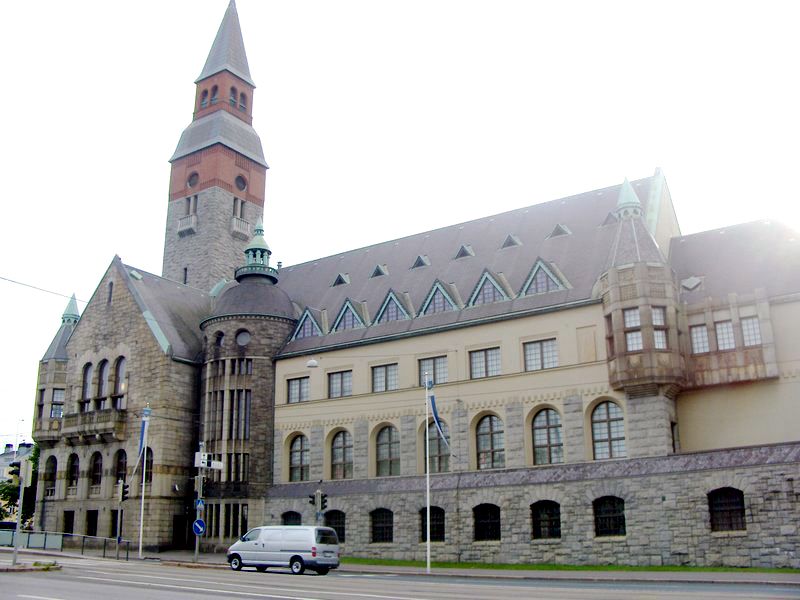
Finnisches Nationalmuseum, Helsinki
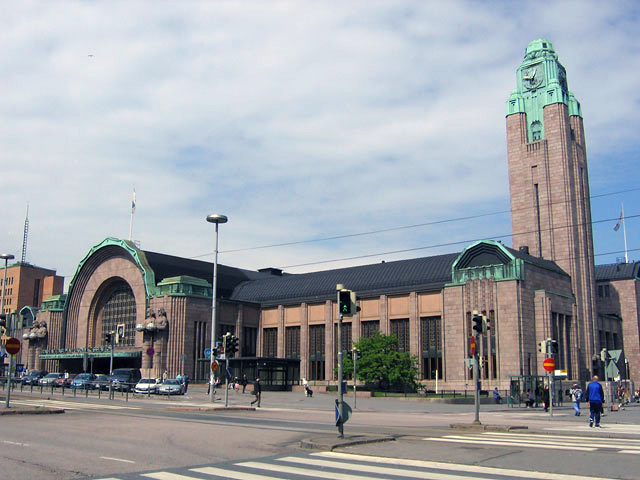
Hauptbahnhof Helsinki

## Seit der Erlangung der Unabhängigkeit 1917

### Neoklassizismus und Funktionalismus
Als Gegenrichtung zum Jugendstil ist der sogenannte Nordische Klassizismus, eine Form des Neoklassizismus, für die Architektur nach der finnischen Unabhängigkeit kennzeichnend. Er ersetzte die Ornamentik des Jugendstils wieder durch eine strenge Formensprache. Beispiele finden sich in der Wohnarchitektur der Helsinkier Stadtteile Etu-Töölö und der Gartenstadt Käpylä. Als Baumaterial wurde gerne, wie beim Warenhaus Stockmann im Zentrum von Helsinki (1930), roter Backstein verwendet. Ihren Abschluss fand diese Stilepoche 1931 mit dem monumentalen Parlamentsgebäude in Helsinki. Der wohl bekannteste finnische Architekt Alvar Aalto (1898–1976) verband in seinen frühen Bauten wie dem Haus der Arbeiterschaft in Jyväskylä (1925) oder der Kirche von Muurame (1929) Elemente des Neoklassizismus und des Funktionalismus.
Ab den 1930er Jahren entwickelte sich der Funktionalismus dann zur vorherrschenden Stilrichtung. Vor allem öffentliche Bauten und Krankenhäuser, wie Alvar Aaltos Sanatorium von Paimio (1933), entstanden in diesem Baustil. Weitere wichtige Werke des finnischen Funktionalismus sind das von Yrjö Lindegren entworfene Olympiastadion Helsinki (1938–1952), die Kirche von Kannonkoski (1938) von Pauli E. Blomstedt und das von Aalto entworfene Wohnhaus Villa Mairea in Noormarkku (1939).

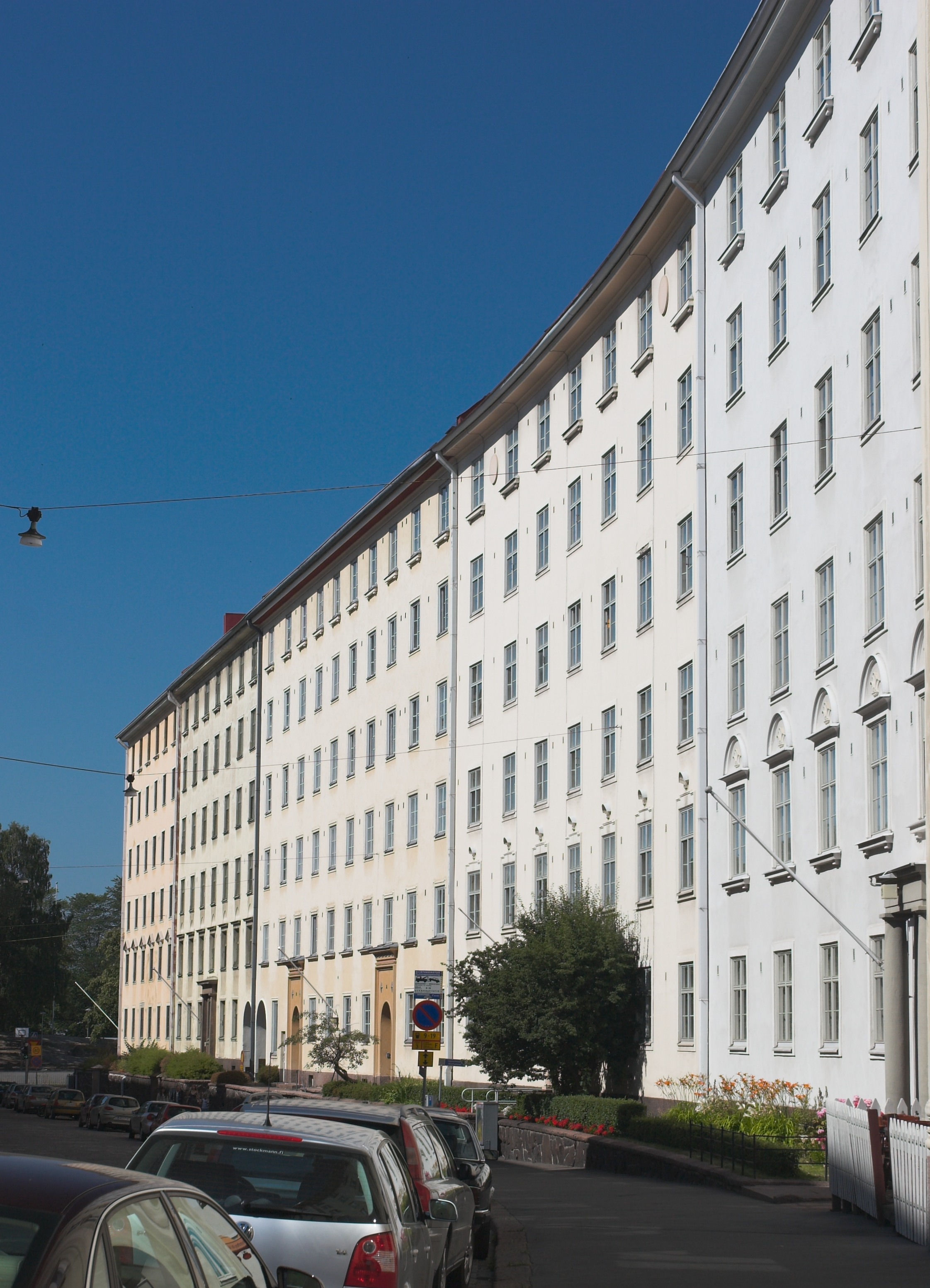
Wohnbauten in Etu-Töölö
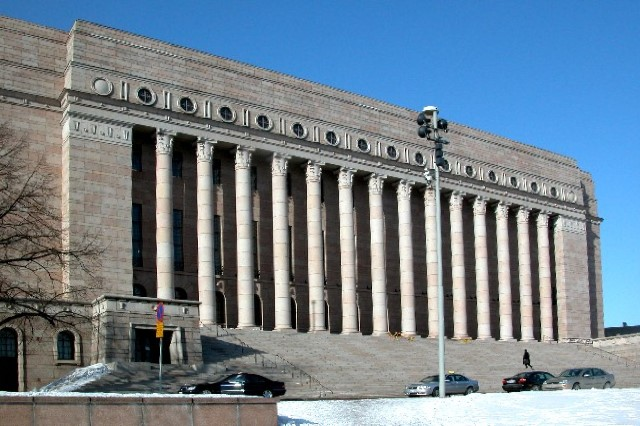
Parlamentsgebäude, Helsinki
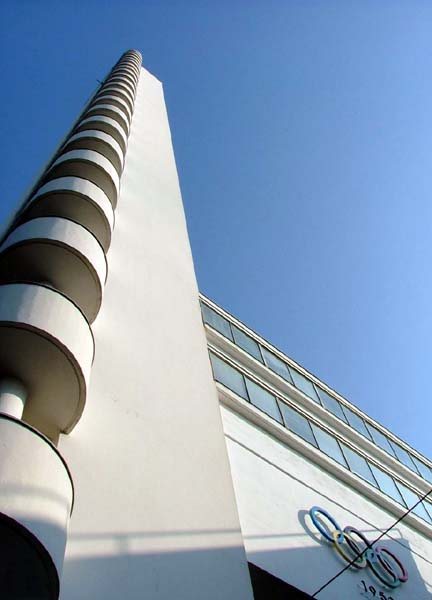
Turm des Olympiastadions Helsinki
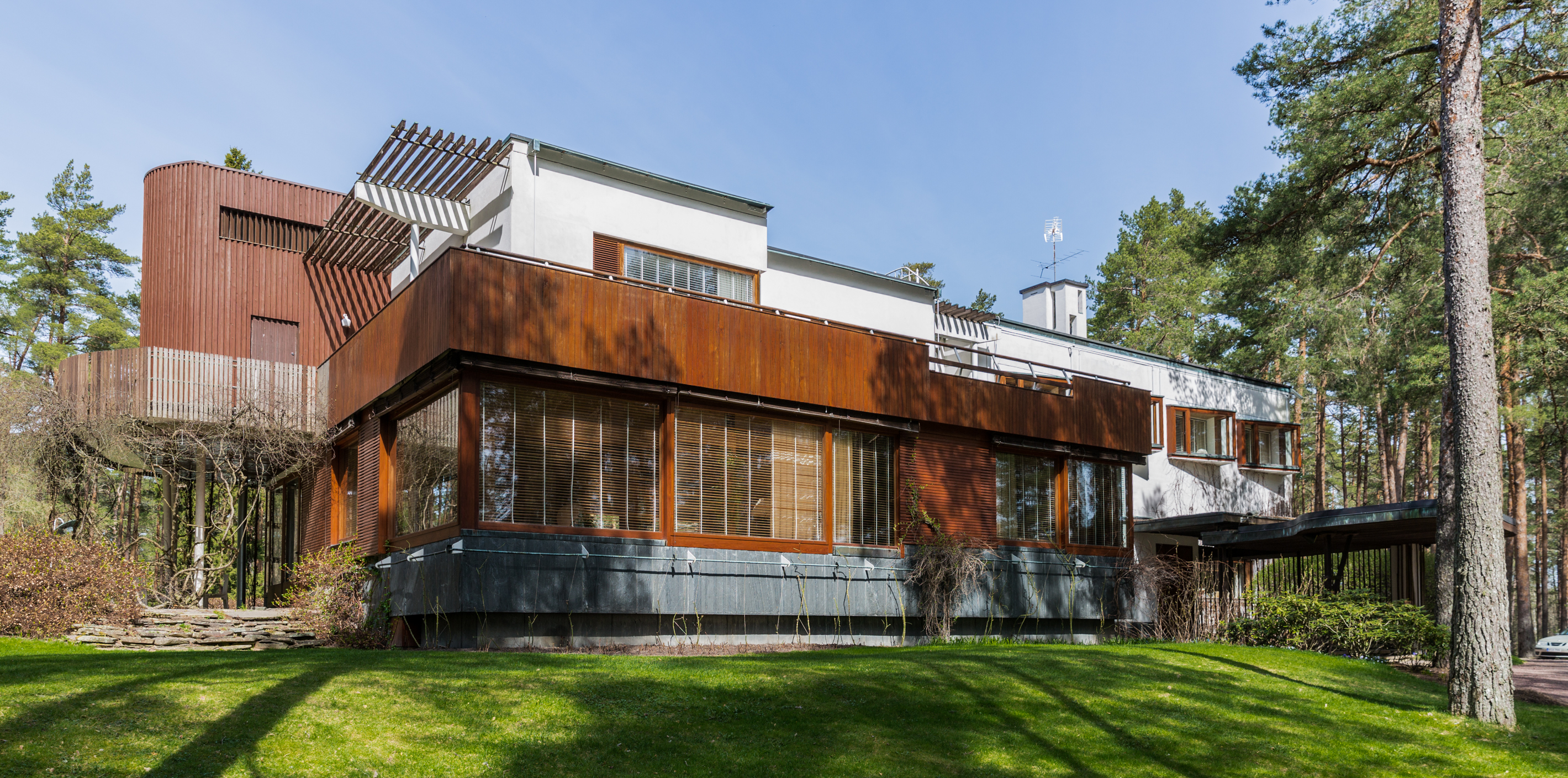
Villa Mairea, Noormarkku

### Nachkriegszeit und Gegenwart
In der Nachkriegszeit erlebte Finnland einen regelrechten Bauboom: drei Viertel aller finnischen Gebäude sind nach dem Zweiten Weltkrieg entstanden. In den 1940er Jahren konzentrierte sich die Architektur auf den Wiederaufbau und, da über 400.000 Flüchtlinge aus den an die Sowjetunion abgetretenen Ostgebieten neu angesiedelt werden mussten, auf den Wohnungsbau. Eine schlichte und effiziente industrielle Bauweise wurde vorherrschend. Ein bemerkenswertes Beispiel für die Stadtplanung der 1950er Jahre ist der Espooer Stadtteil Tapiola, in dem das zeitgenössische Ideal der in die Natur eingebetteten „Waldstadt“ verwirklicht wurde. Der gesellschaftliche Wandel und die Industrialisierung führten in den 1960er Jahren zu einer starken Landflucht. Im Bereich der Wachstumszentren Südfinnlands entstanden neue Satellitenstädte in Plattenbauweise. Indes wichen viele alte Holzviertel modernen Zweckbauten.
Alvar Aalto führte in den 1960er Jahren seinen funktionalistischen Stil fort. Bedeutende Gebäude aus dieser Zeit sind seine Kirche von Vuoksenniska in Imatra, das Hauptgebäude der Technischen Universität Helsinki (1964) im Espooer Stadtteil Otaniemi und die Finlandia-Halle (1971) in Helsinki. Der bekannteste Kirchenbau der Nachkriegszeit ist die expressionistische, in den Fels hineingebaute Temppeliaukio-Kirche in Helsinki (1969). In den 1980er Jahren entstand in Nordfinnland die regionalistische „Ouluer Schule“ (Oulun koulukunta), die der Postmoderne verpflichtet war. Das bekannteste Gebäude der Ouluer Schule ist das aus Rotziegel gebaute Gemeindehaus von Oulunsalo (1983). Postmoderne Architektur beherrscht auch den Helsinkiner Stadtteil Pikku Huopalahti.
Neben Alvar Aalto gehören zu den bekannten finnischen Architekten des 20. Jahrhunderts das Ehepaar Kaija und Heikki Sirén, Aarne Ervi, Jorma Järvi und Viljo Revell.

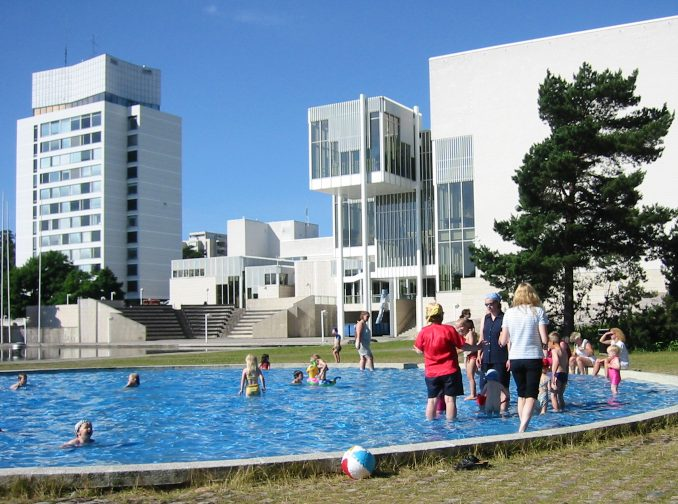
Tapiola, Espoo
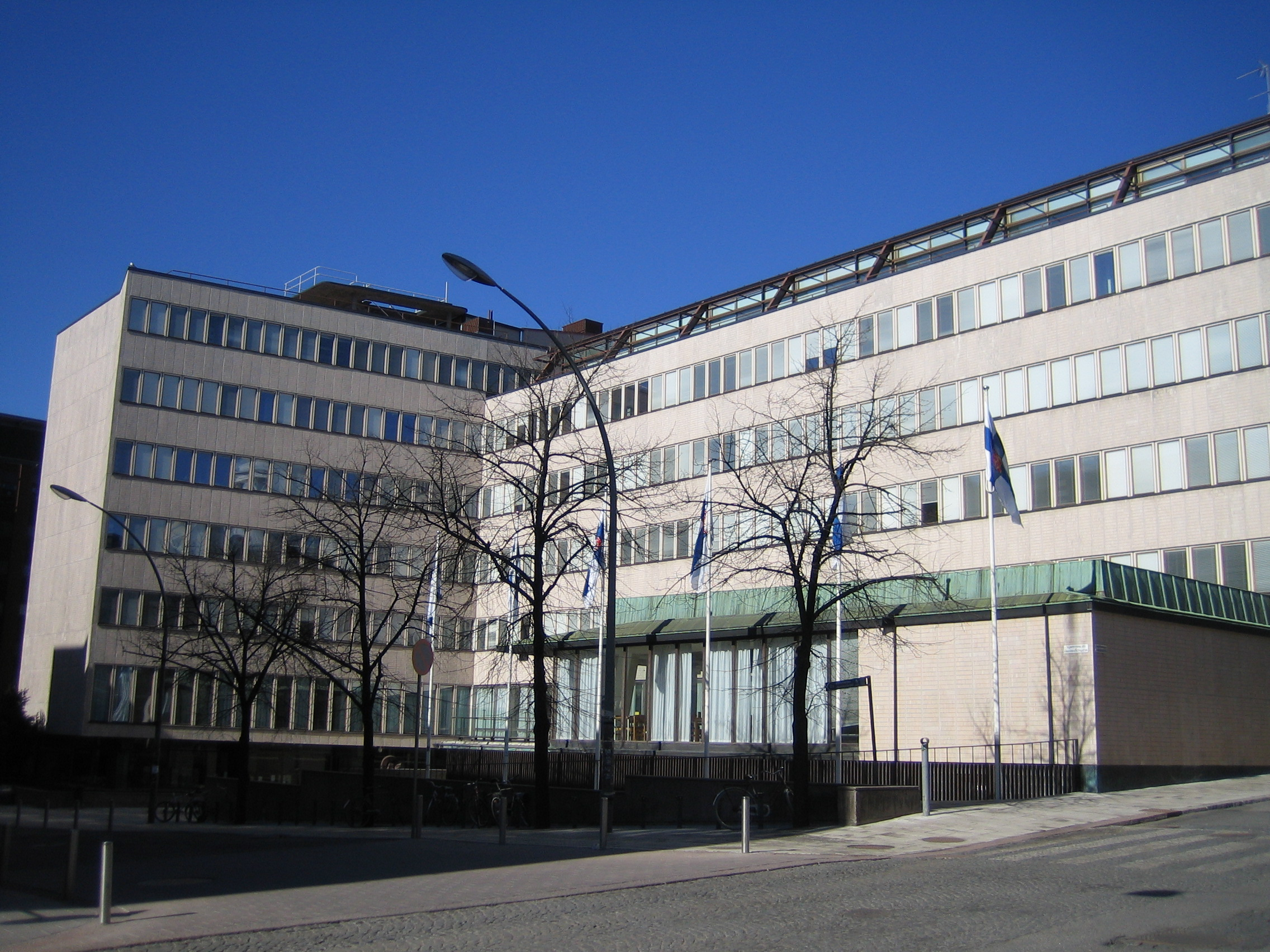
Porthania-Gebäude der Universität Helsinki
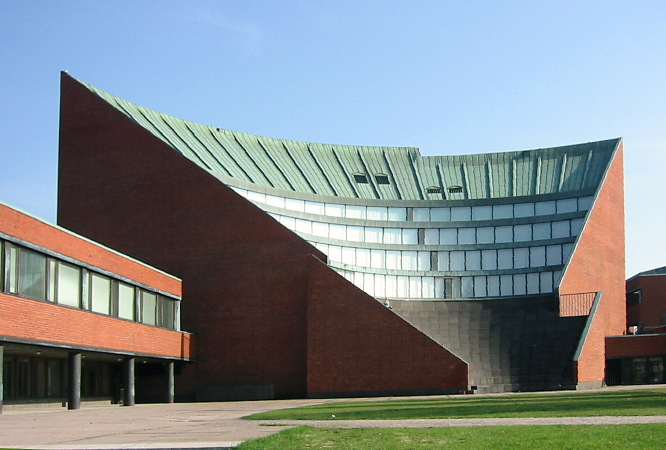
Hauptgebäude der Technischen Universität Helsinki
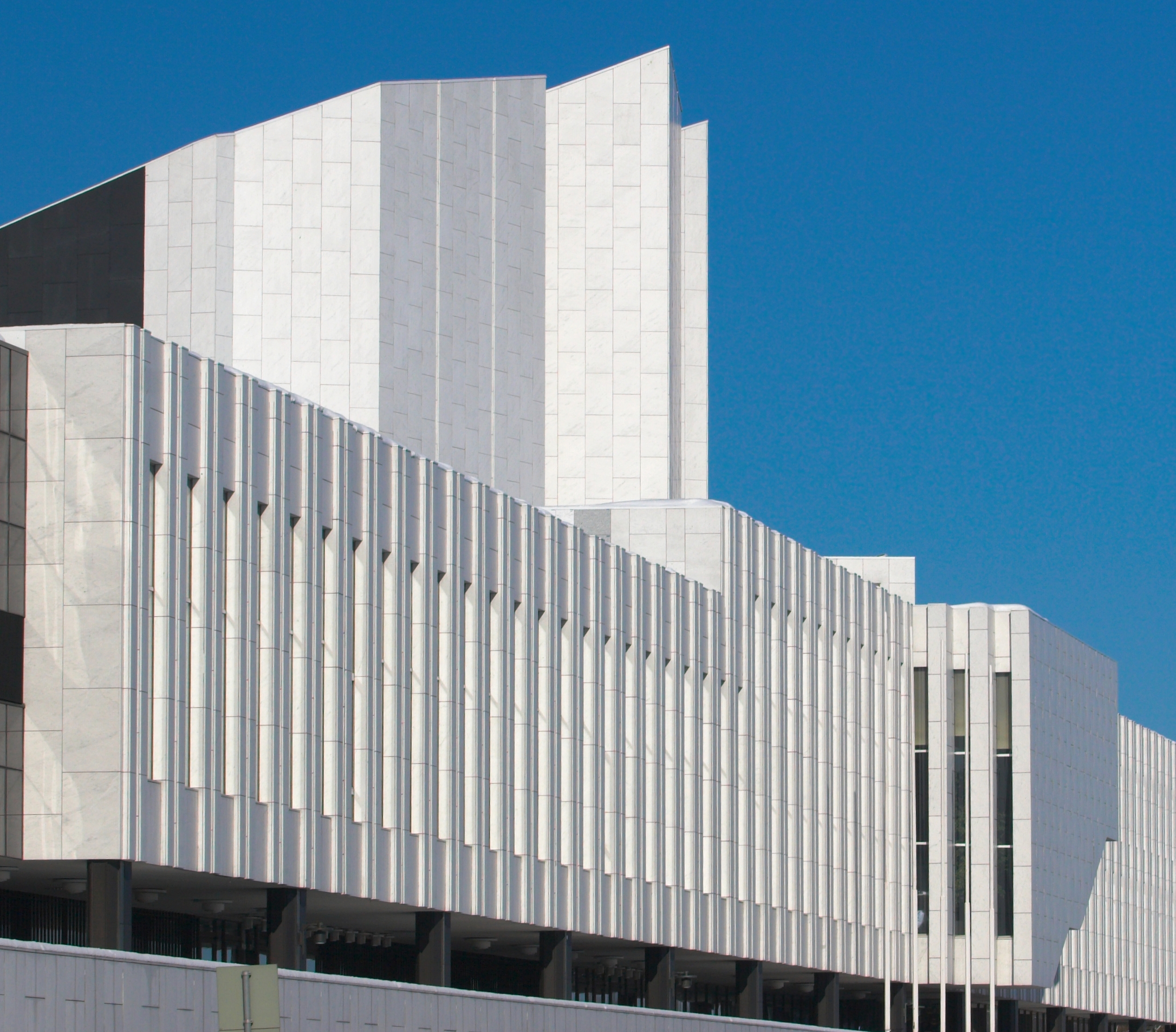
Finlandia-Halle, Helsinki
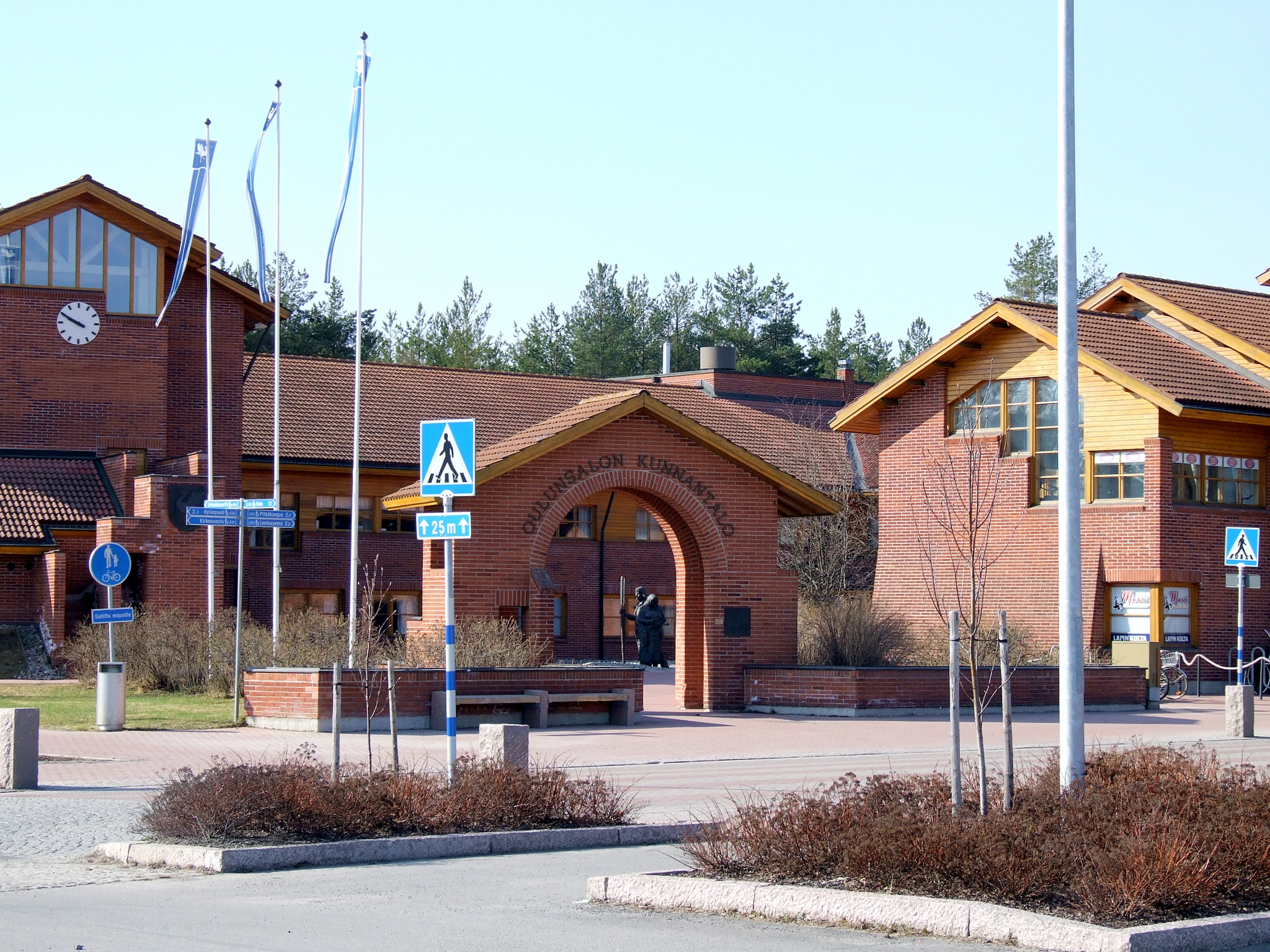
Gemeindehaus von Oulunsalo
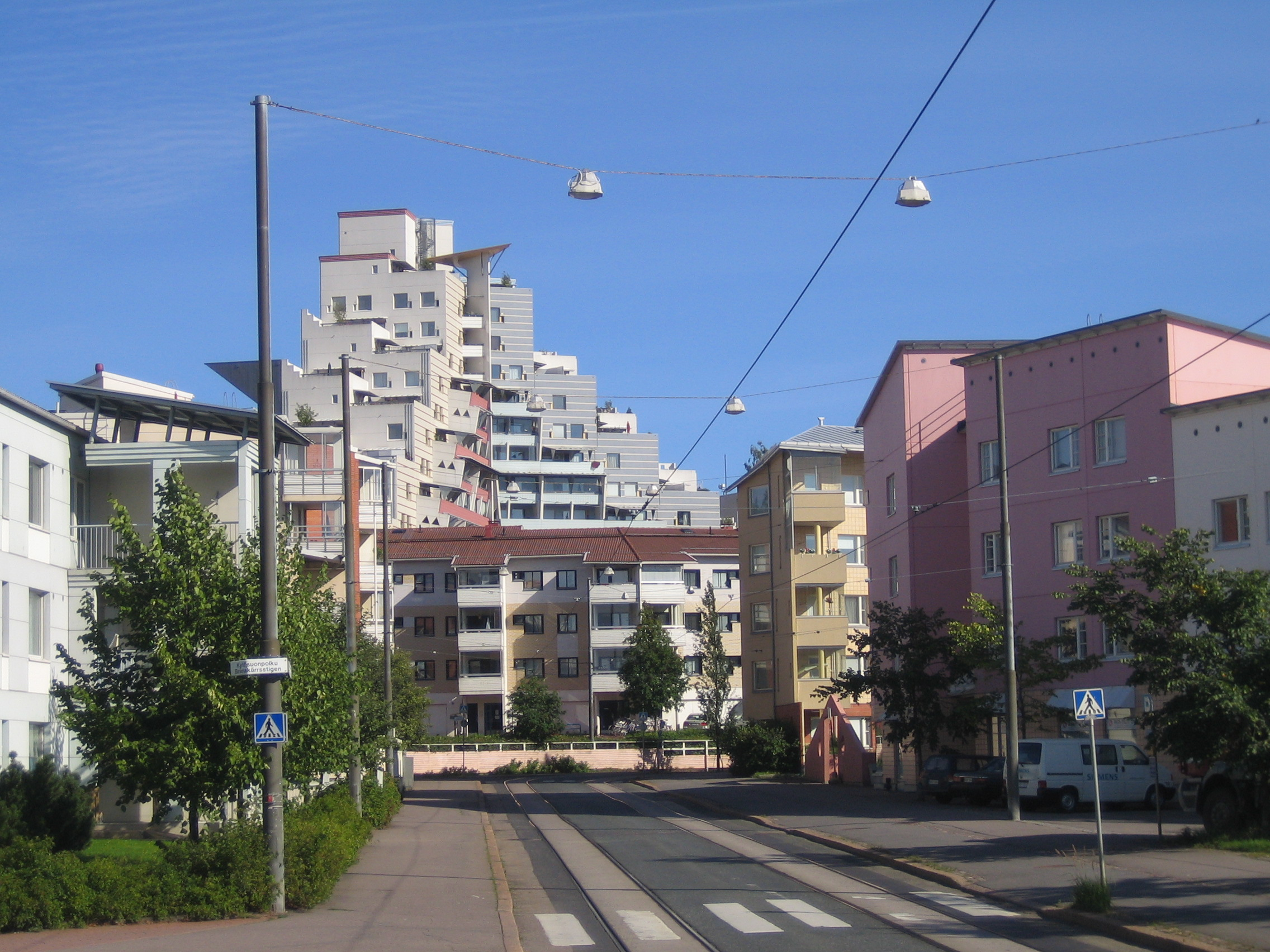
Wohnhäuser in Pikku Huopalahti
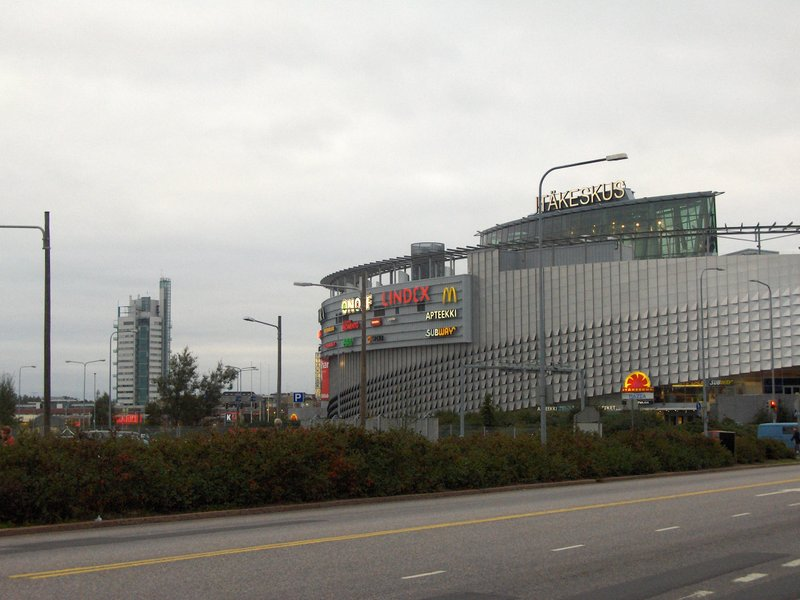
Einkaufszentrum Itäkeskus, Helsinki (1987)
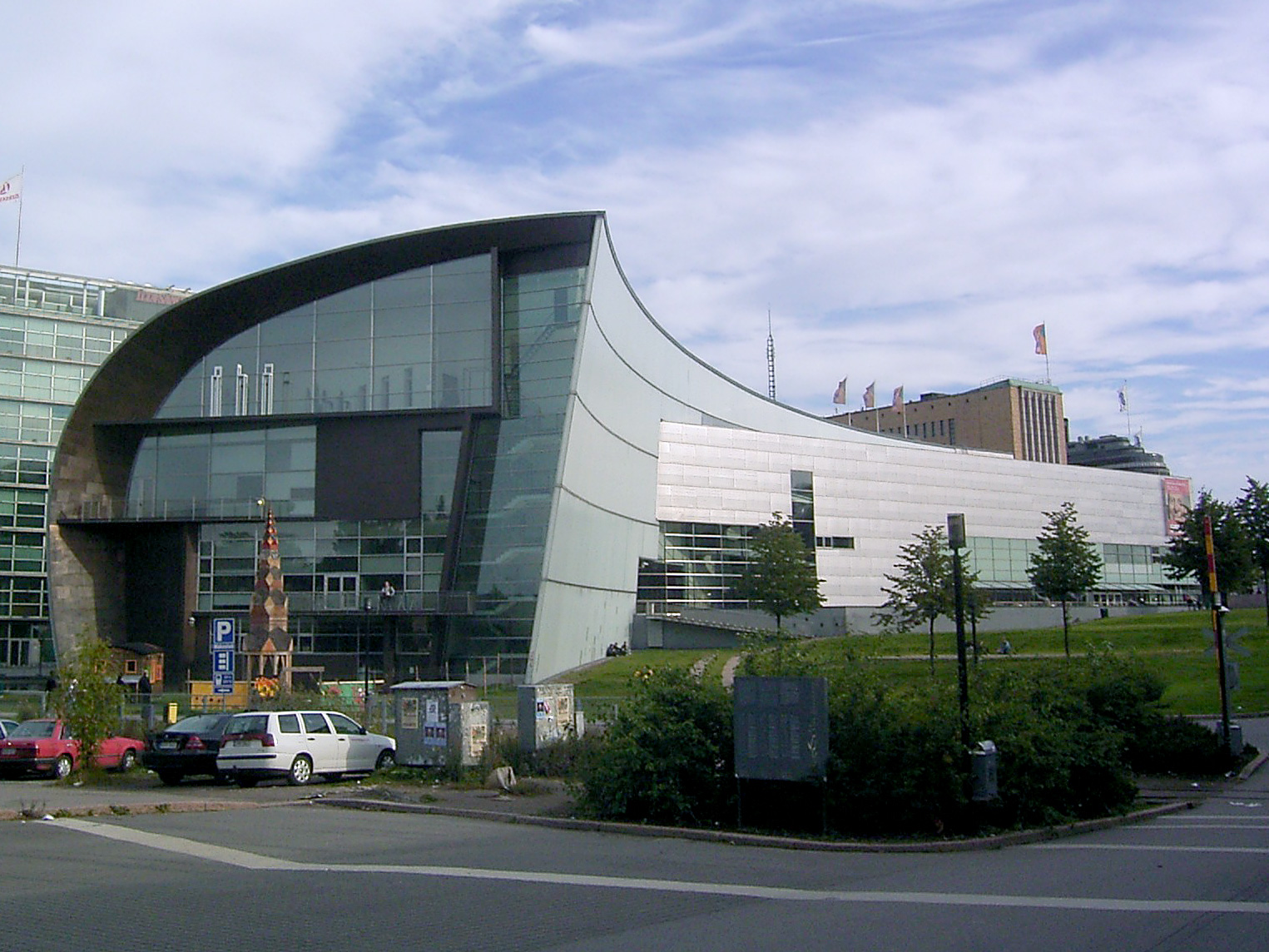
Kunstmuseum Kiasma, Helsinki (1998)
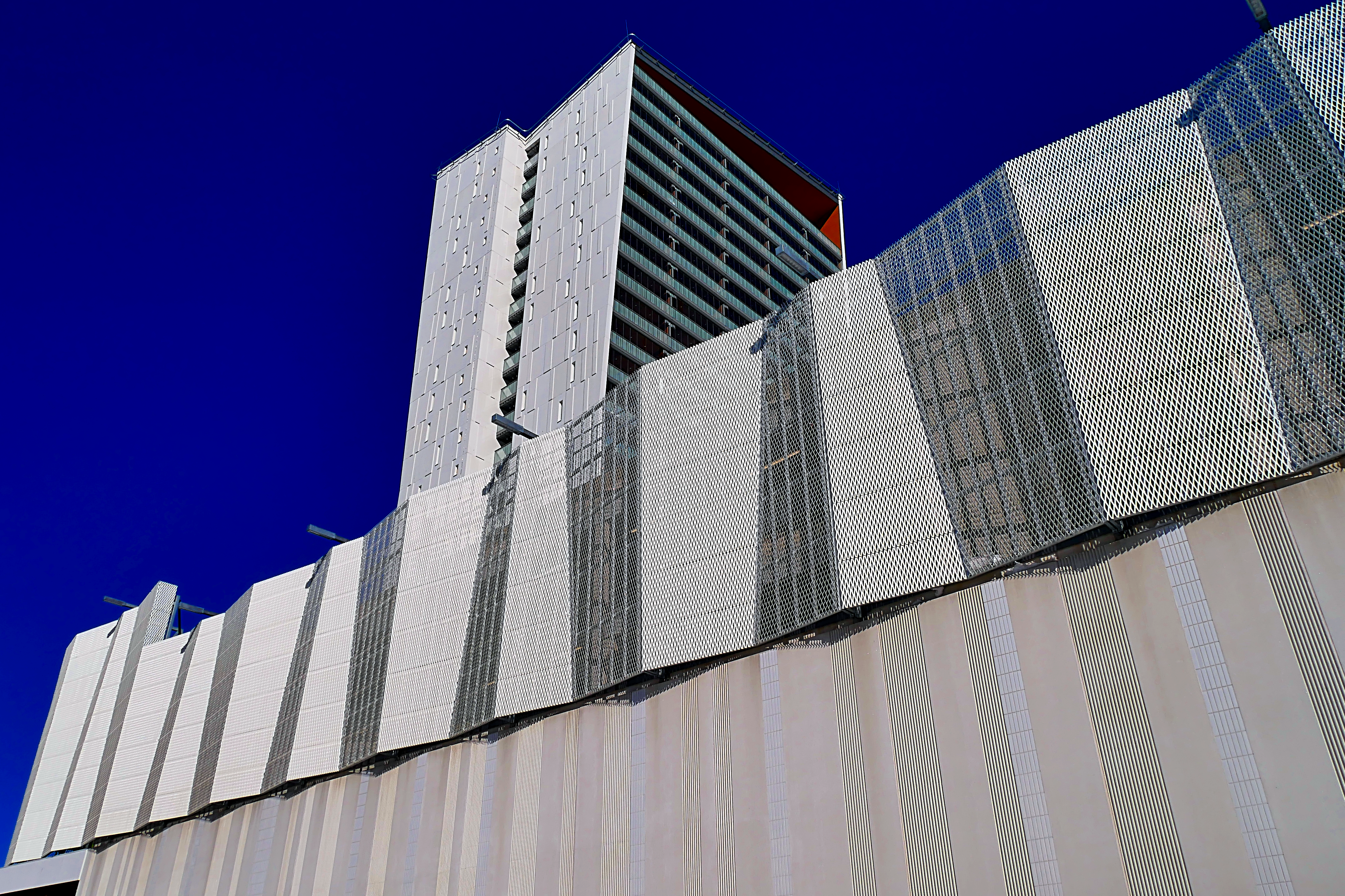
Niittyhuippu, Espoo